# Dějiny lidstva
Dějiny lidstva jsou oblast dějin, která se zabývá celou minulostí lidské kultury a společnosti. Jako vědecký obor jsou předmětem historických věd, ale i antropologie. Vzletně a přitom výstižně popsal smysl této disciplíny Marcus Tullius Cicero: „Historia vero testis temporum, lux veritatis, vita memoriae, magistra vitae, nuntia vetustatis.“ – „Dějiny jsou svědky časů, světlem pravdy, živou pamětí, učitelkou života a poslem minulosti.“
Historie lidstva se obvykle dělí na pět období: pravěk, starověk, středověk, novověk a období dějin nejnovějších, tzv. soudobých, sahajících až do současnosti. Pravěk je tradiční označení období dějin lidstva, ze kterého nepocházejí žádné písemné prameny, jde o období do vzniku písma. Datace vynálezu písma je v různých oblastech světa značně individuální. Používání písma umožnilo vznik a rozvoj infrastruktury a rozšiřování vědomostí, a to ovlivnilo celé lidské dějiny. Jelikož písmo bylo vynalezeno na několika místech nezávisle na sobě, vedou se spory o to, která oblast byla kolébkou civilizace.
Starověké civilizace vznikaly v blízkosti vodních toků. Kolem roku 3000 př. n. l. se zformovaly první městské státy v Mezopotámii (název znamená země mezi řekami, tedy mezi řekami Eufrat a Tigris), utvořil se centralizovaný stát v Egyptě, rozložený podél břehů Nilu, v dnešní Indii vznikla kultura poříčí Indu. Za konec starověku a začátek středověku se tradičně považuje pád Západořímské říše v roce 476, přechod středověku v novověk pak bývá nejčastěji symbolicky vymezován znovuobjevením Ameriky pro Evropany v roce 1492, existují však i jiná pojetí.
Od 18. století se začaly velmi rychlým tempem hromadit znalosti a nové vynálezy v Evropě, což vlivem své rychlosti vyvolalo průmyslovou revoluci.
Dějiny se často vážou na historické prameny jako například kroniky. Ty však mohou být tendenční a zkreslovat tak pohled na dějiny. Navíc se projevuje interpretační romantizace a idealizace dějin. V moderní době pak dochází například i k zpochybňování holokaustu. Zkreslování vzpomínek je totiž běžný proces.

## Rozvoj lidského rodu a vliv klimatu
Anatomicky moderní člověk, systematicky Homo sapiens (člověk moudrý), vznikl asi před 400 000 až 250 000 lety. V té době existovaly, i když už jen vzácně, i další druhy rodu Homo, a to Homo erectus (člověk vzpřímený) a Homo neanderthalensis (člověk neandertálský).
Většina vědců zabývajících se lidskou evolucí se domnívá, že druh Homo sapiens se vyvinul v Africe a odtud se rozšířil do všech ostatních částí světa, v Evropě tak nahradil člověka neandertálského a v Asii člověka vzpřímeného, se kterými se geneticky zkřížil. Někteří vědci však soudí, že druh Homo sapiens se vyvinul v různých částech světa v téže době.
Zřejmě nejpopulárnějším předchůdcem dnešního člověka, „pračlověkem“, je člověk neandertálský, běžně nazývaný neandertálec. Jeho kostra byla jen mírně odlišná od kostry současného člověka, a proto jsou nyní neandertálci uznáni jako varianta současného člověka, ačkoli byli dříve považováni za samostatnou fázi ve vývoji lidského rodu. Systematické pojmenování neandertálce bylo odvozeno od názvu údolí řeky Düssel, tj. od slova Neanderthal, kde byly v roce 1856 objeveny pozůstatky tohoto druhu.
Značný vliv na způsob života lidí má klima. To je v různých částech světa odlišné; v některých oblastech je po celý rok teplo, zatímco v jiných je chladno, někde je po celý rok sucho, jinde vlhko. Podnebí tak ovlivňuje to, které druhy potravy se vyskytují v jednotlivých částech světa. Všude, kde lidé žijí, existuje minimálně jedna hlavní potravina, která tvoří základ stravy obyvatel dané oblasti. Obvykle se jedná o obilí nebo zeleninu, které se dají snadno vypěstovat. Podnebí má vliv na druhovou skladbu zvířeny nebo na to, které druhy mohou být chovány v zajetí v určité oblasti, a tudíž i na to, jaké druhy masa jsou k v této oblasti k dispozici. Klima ovlivňuje rovněž stavby, které lidé budují, oblečení, jež nosí, i způsob, jakým cestují.
Erupce supervulkánu Toba před 74 000 roky, která byla nejsilnější erupcí za posledních 27 milionů let, způsobila stovky let trvající sopečnou zimu, která mohla lidský druh zdecimovat na 5000 až 10 000 jedinců. Z rozsáhlé genetické studie vyplývá, že asi před 70 000 lety  se velikost lidské populace snížila na pouhých 2000 jedinců.
Klima na Zemi nebylo v celých lidských dějinách stále stejné. V geologickém období zvaném čtvrtohory, odborně kvartér, se totiž střídala dlouhá období tepla, tzv. doby meziledové (interglaciály), s obdobími zimy, ve kterých docházelo k zalednění velké části mírného pásu na severní polokouli a která jsou označována jako doby ledové (glaciály). Život tehdejších lidí nejvíce ovlivnila poslední doba ledová, která se odehrávala před 70 000–10 000 lety. Její ústup před asi 12 000 lety a následný začátek doby meziledové, jež trvá dosud, totiž umožnil tzv. neolitickou revoluci spojenou se vznikem zemědělství. I v průběhu současného interglaciálu se však střídají chladnější a teplejší podobdobí. Období mezi lety 1600 a 1900 našeho letopočtu je proto někdy označováno jako „malá doba ledová“.

## Pravěk – úsvit dějin

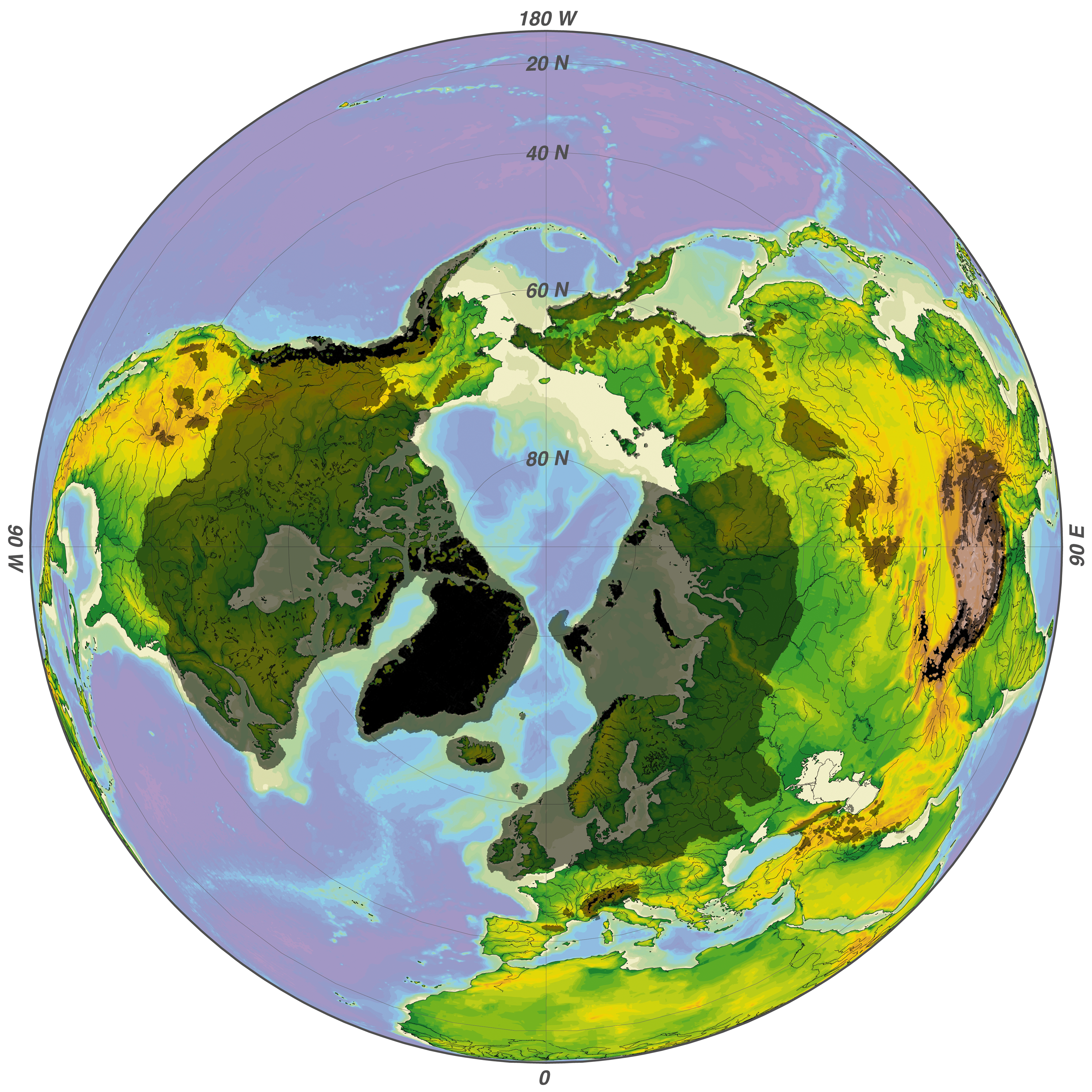
Šedá barva označuje oblasti severní polokoule, které byly v paleolitu pokryty ledem.

Pravěk (někdy též prehistorie) je označení období dějin lidstva, ze kterého nejsou dochovány žádné písemné prameny. Jedná se o nejstarší a nejdéle trvající dějinnou etapu. Namísto chybějících písemných pramenů jsou zdrojem bližšího poznání v období pravěku prameny hmotné (archeologické) kultury. Pravěk zahrnuje období vzniku a vývoje člověka, lidské společnosti a kultury přibližně od 3 milionů let př. n. l. zhruba do 4. tisíciletí př. n. l. Toto vymezení však platí jen pro některé eurasijské a africké oblasti, datace konce pravěku je totiž ve vazbě na dataci nejstarších nalezených písemných dokladů v různých oblastech světa odlišná. V Egyptě je datována přibližně rokem 3200 př. n. l., zatímco v Austrálii rokem 1788 n. l., a na Nové Guineji dokonce přibližně rokem 1900 n. l.
Dlouhé období pravěkých dějin je možné periodizovat podle několika hledisek. Podle způsobu získávání potravy se pravěk dělí na dvě etapy – období přisvojovacího (kořistnického) hospodářství, kdy byl člověk zcela závislý na okolní přírodě a věnoval se pouze sběru divoce rostoucích plodin a lovu zvěře a kdy neexistovalo zemědělství ani domestikace zvířat, a období výrobního hospodářství, které začalo neolitickou revolucí a vyznačovalo se rozvojem prvotního zemědělství a pastevectví (z lovců a sběračů se stali výrobci své potravy). Podle materiálů, které lidé používali k výrobě nástrojů, se pak pravěké dějiny dělí na dobu kamennou, bronzovou a železnou, z nichž každá má ještě své vnitřní členění. Toto dělení vychází z původní Thomsenovy trojdobé periodizace, poprvé publikované roku 1836.

### Doba kamenná

#### Paleolit a mezolit
Paleolit (starší doba kamenná) je období v lidských dějinách nejstarší a vůbec nejdelší, datováno je přibližně lety 2,6 mil. – 10 000 př. n. l. Začalo v době, kdy Homo habilis začal používat nalezené předměty, zejména kameny, jako nástroje, a skončilo poslední dobou ledovou. Ve středním paleolitu se poprvé objevili lidé anatomicky podobní dnešním lidem.
Během paleolitu se lidé začali shromažďovat do malých skupin. Byli to lovci a sběrači, tzn. že se živili sběrem jedlých rostlin a lovem divokých zvířat. Lovili zřejmě především muži, jelikož byli větší a silnější, zatímco sběr obstarávaly ženy. Lovena byla hlavně drobná zvířata, ryby, ptáci, ale i větší savci, jako koně, jeleni, lesní sloni, bizoni nebo jiní tuři. Sbírali především zrna různých druhů, která nacházeli na pastvinách, kde se pásla zvěř, kořínky a plody divoce rostoucích rostlin, dále pak vejce, hmyz a malé plazy.
Většina skupin byla charakteristická kočovným stylem života. Stěhovaly se z místa na místo za stády zvířat, která lovily. Pokud bylo sucho nebo přišly povodně či nastala jiná přírodní katastrofa, mohla se stáda i lidé stěhovat při hledání potravy na velké vzdálenosti. Během poslední doby ledové se masy vody na Zemi změnily v led a hladina moře byla mnohem níže, než je dnes. Předpokládá se, že v té době byli lidé schopni přejít ze Sibiře na Aljašku suchou nohou. Ačkoliv velká část zemského povrchu byla pokryta ledem, vybíhal směrem k části Severní Ameriky, kde se dnes nacházejí Spojené státy americké, pruh nezaledněné půdy. Právě do této oblasti přišly z Asie skupiny lidí druhu Homo sapiens. V té době se zde nacházely úrodné pastviny s mnoha velkými zvířaty, která již vyhynula. Předpokládá se, že po dlouhou dobu sem přicházelo mnoho skupin lidí, které se později – v souvislosti se změnou podnebí – rozšířily do dalších částí Ameriky.
V paleolitu žilo několik zástupců rodu Homo. Paleolitičtí lidé používali nástroje vyrobené z kamene. Některé byly využívány k drcení ulit nebo lebek zvířat či k mletí obilí na jiném kameni. Jiné byly uštípnuty od skály, aby měly ostré hrany, a mohly být použity jako hrot kopí nebo šípu. Některé kamenné nástroje byly pečlivě „vločkovité“ na okrajích, aby byly ostré, a měly symetrický tvar. Lidé v paleolitu používali také nástroje vyrobené ze dřeva a kostí a pravděpodobně i kožené nebo zeleninové filamenty[nepřesný odkaz], ty se ale nedochovaly. Lidé tehdy také věděli, jak rozdělat oheň. Sloužil jim nejen k tomu, aby se zahřáli, ale také k vaření a k ochraně před dravou zvěří.

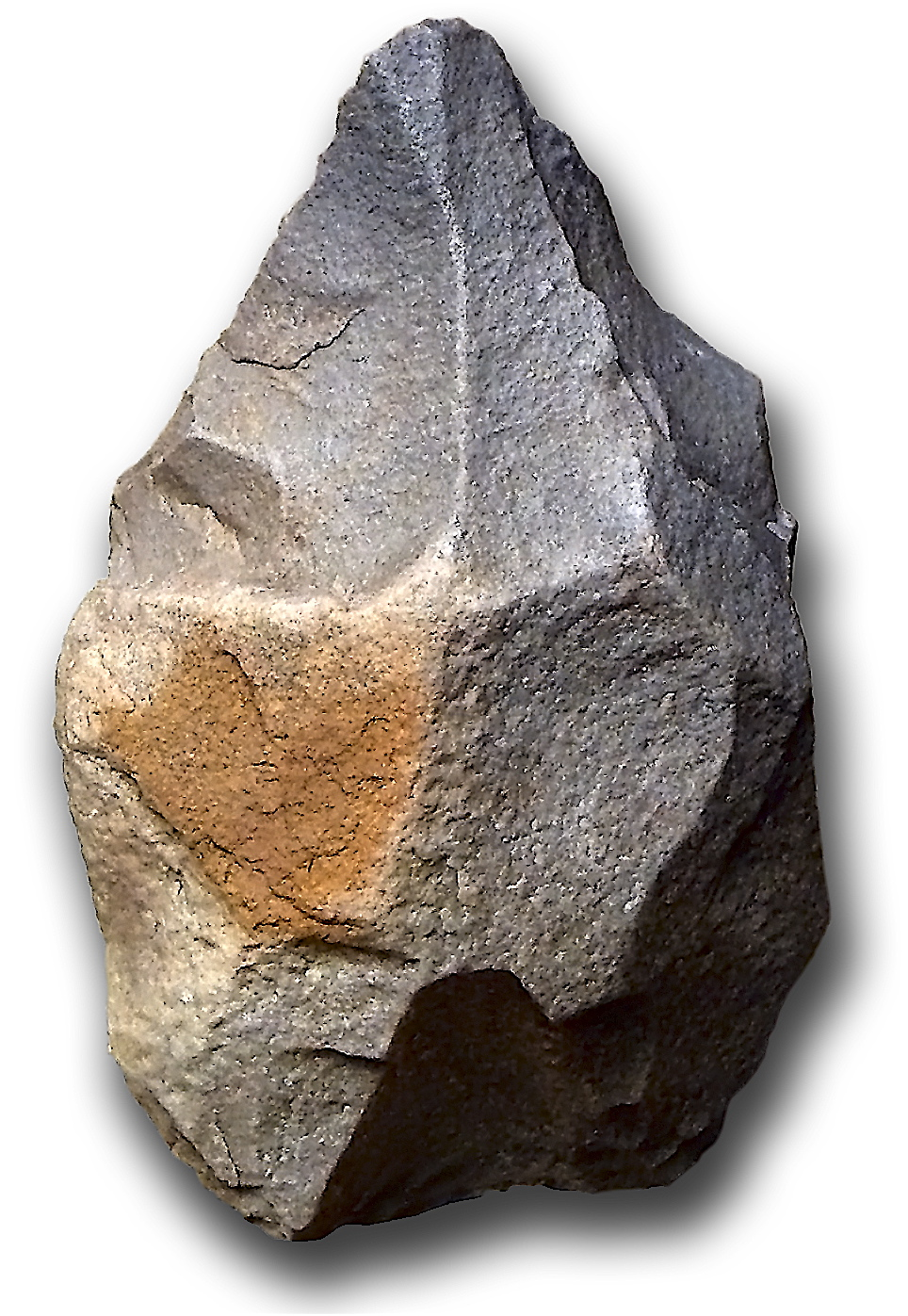
Jednoduchý kamenný nástroj (tzv. pěstní klín) ze Sahary
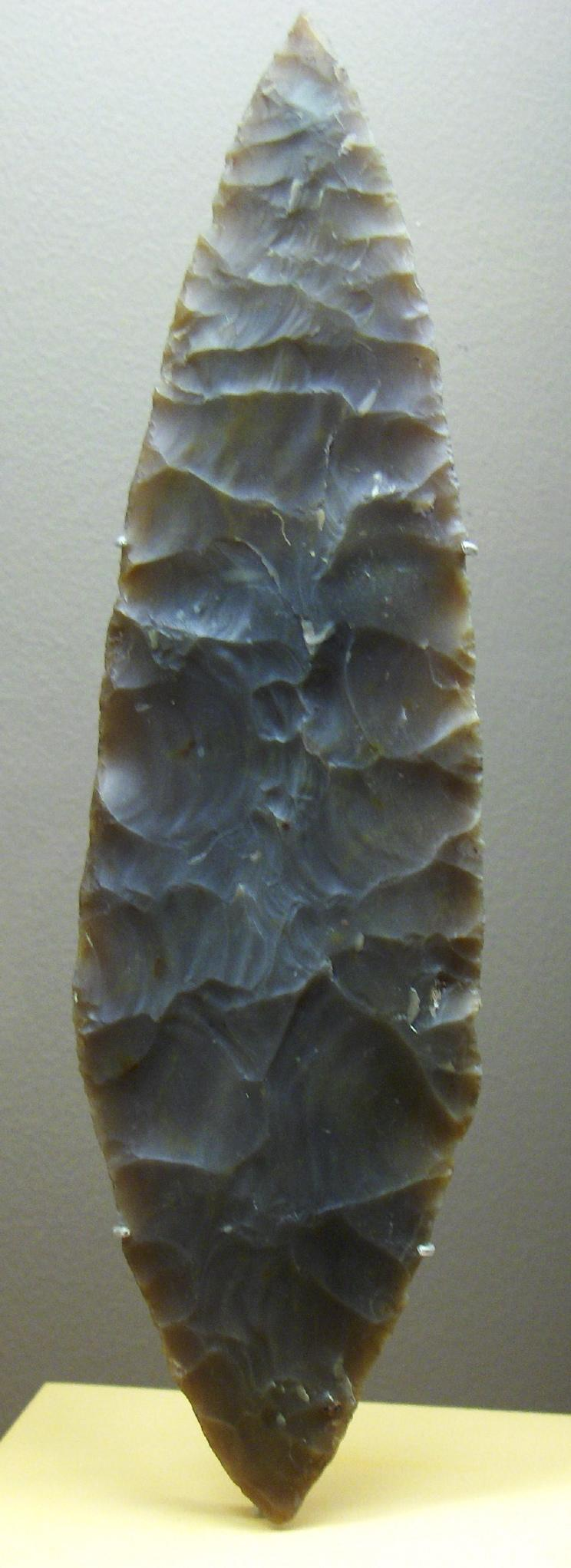
Pečlivě opracovaný hrot oštěpu nalezený ve Francii
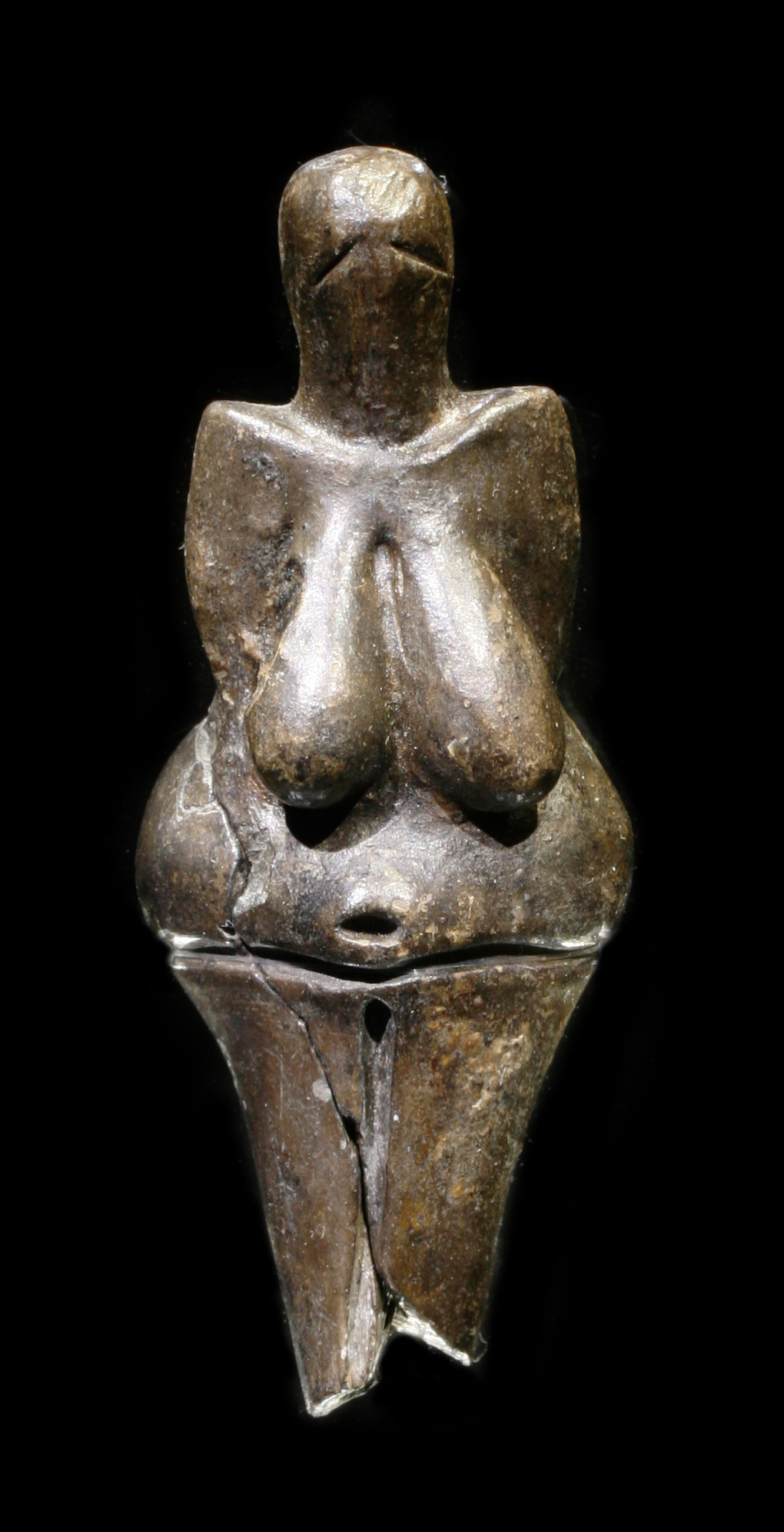
Asi 30 000 let stará Věstonická venuše, nalezená v Dolních Věstonicích
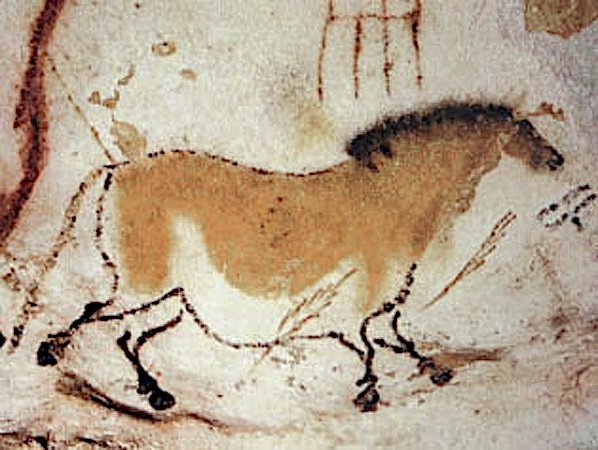
Mladopaleolitická malba koně v jeskynním komplexu ve francouzském Lascaux

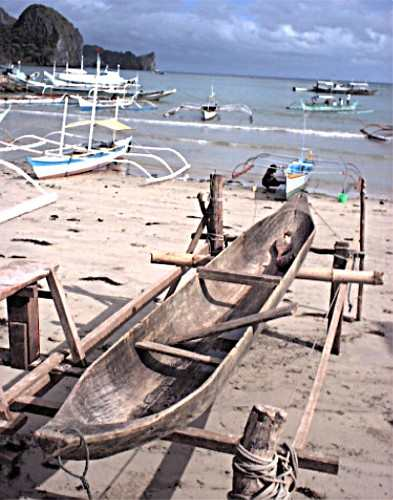
V mezolitu se poprvé začaly vyrábět monoxyly.

Mezolit (střední doba kamenná) představoval pokračování předchozího vývoje v nových přírodních podmínkách – v podmínkách geologické současnosti, která má charakter dob meziledových. Začal tedy na počátku holocénu a skončil se vznikem zemědělství. To bylo v různých částech světa velmi individuální. Oblasti, ve kterých panovaly drsnější přírodní podmínky, jako např. čtvrtohorní zalednění, měly mnohem delší a zcela odlišný mezolit než oblasti jiné. V mezolitu se poprvé začalo objevovat odlesňování, nebylo však ještě tak rozsáhlé jako v neolitu, kdy byl potřeba větší prostor pro zemědělství. Používalo se mnoho nářadí vyrobeného z pazourku (mikrolity, rybářské náčiní, kamenné tesly) a ze dřeva (např. kánoe a luky).

#### Neolit a eneolit
V neolitu (mladší době kamenné) došlo – v souvislosti se změnou klimatu v důsledku konce poslední doby ledové – k přechodu přisvojovacího hospodářství v hospodářství výrobní, produktivní. S tím souvisí velké změny ve společnosti. Lidé začínali žít usedlým způsobem života, rozvinulo se zemědělství, pastevectví a domestikace zvířat, jako byl pes, koza nebo vepř. Mluví se o tzv. první dělbě práce. Díky ní se zvýšila životní úroveň. Vyrostly nové osady s domy, které se stavěly z cihel ze sušené hlíny. V těchto osadách se upevnilo matriarchální rodové zřízení a rostl počet obyvatel, tak vznikly první větší vesnice – neolitická sídliště. Změnila se i strava lidí – jedli více obilovin a zeleniny, přebytky začali skladovat a příležitostně je vyměňovali za jiné zboží.
Tyto změny, souhrnně označované jako neolitická revoluce, proběhly v různých oblastech světa v rozdílnou dobu. Nejdříve k nim došlo v oblasti tzv. úrodného půlměsíce, tj. v Mezopotámii a ve východním Středomoří, a to v 10.–8. tisíciletí př. n. l. Nejstarší kulturní osídlení se dochovalo v Přední Asii na náhorních plošinách a v podhůří. Postupně se pak osídlení rozšířilo do povodí velkých řek – Tigridu a Eufratu v oblasti Mezopotámie, později také Nilu v dnešním Egyptě a Indu v současné Indii. Některé kočovné národy, jako např. Austrálci v Austrálii nebo jihoafričtí Křováci, však zemědělství objevili relativně nedávno. V neolitu podle většiny historiků také vznikla první náboženství. Na začátku byly pouze malé svatyně, které se ale postupem času rozrostly do obrovských chrámových komplexů s kněžími, kněžkami a dalšími zaměstnanci. Většina neolitických božstev byla antropomorfní.
Po neolitu, převratné epoše, během níž velká část lidstva přešla na produktivní hospodářství, přišlo období, které se označuje různými názvy: v jihovýchodní, střední a východní Evropě jako eneolit (pozdní doba kamenná), ve Středomoří jako chalkolit, v Německu a Skandinávii jako pozdní neolit. Nejedná se jen o přechodné období mezi neolitem a dobou bronzovou, nýbrž o novou, modernější a progresivnější fázi výrobního hospodářství, která v důsledku vytvoření nadproduktu v potravinách umožnila vznik a rozvoj společenské dělby práce. Právě do neolitu spadá vynález oradla a vozu, metalurgie mědi nebo počátky hornictví. V západní Evropě bylo jedním z nejmonumentálnějších jevů v tomto období budování megalitických staveb.

### Doba bronzová

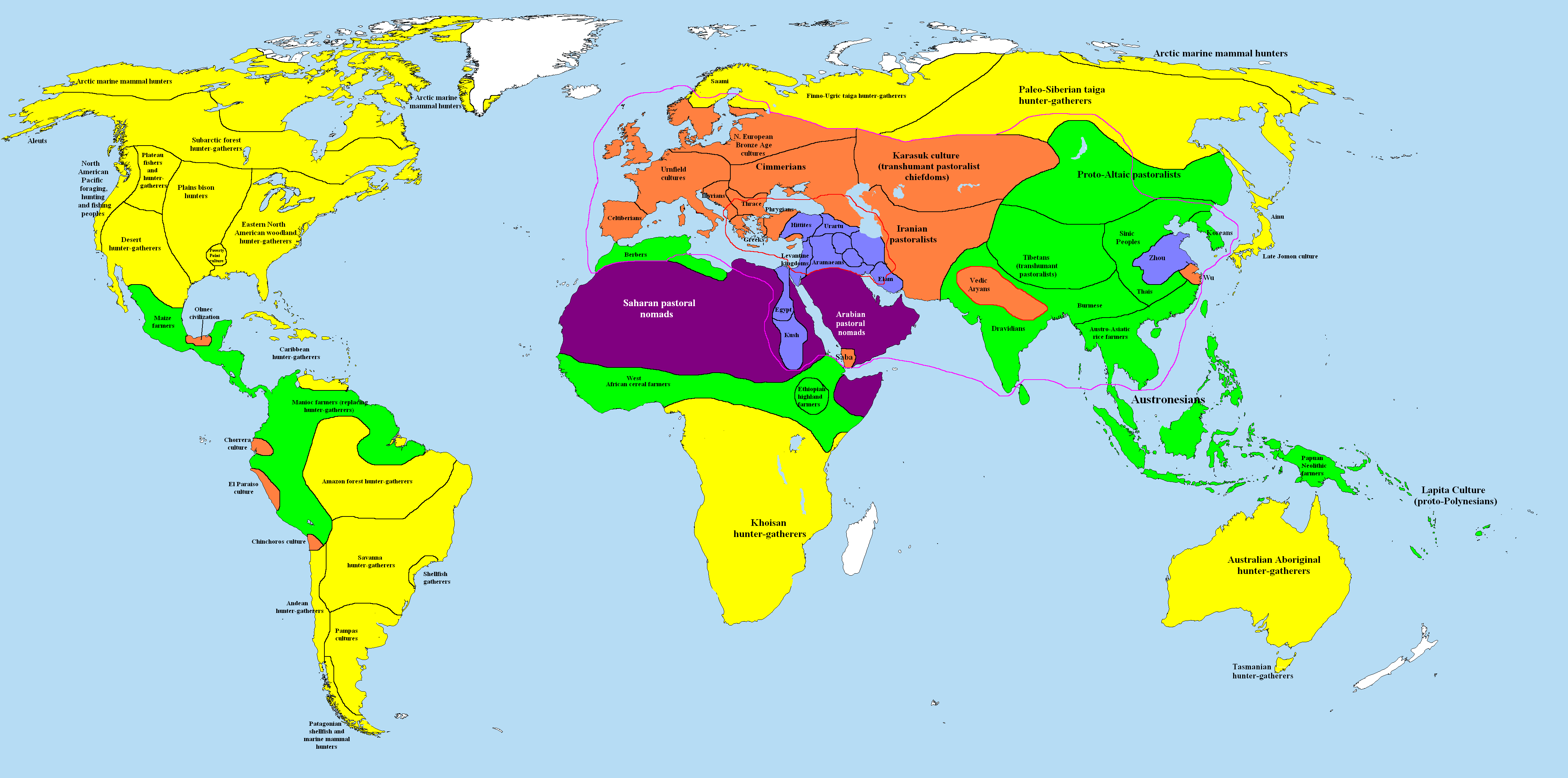
Stav technologie a sociálních potřeb na světě v roce 1000 př. n. l.

V době bronzové pokračoval vývoj započatý v eneolitu. Postupně se rozvíjela řemeslná činnost spjatá s výrobou nástrojů, zbraní a ozdob, pokrokem bylo především rozšíření znalosti slévání mědi a cínu, jehož produktem byl nový materiál – bronz. Zprvu ještě primitivní směna surovin a výrobků se postupně vyvinula ve skutečný obchod, velmi žádaným obchodním artiklem byla měď, cín, drahé kovy, jantar a sůl. Další rozvoj společenské dělby práce vedl nejprve k upevnění patriarchálního rodového uspořádání společnosti, postupně však docházelo ke vzniku kmenových svazků a později svazků vytvářených na teritoriálním principu.
V Evropě dospěla ke vzniku státních útvarů během této epochy pouze egejská oblast (Kréta, Řecko), která využívala blízkosti vyspělých starověkých států na Předním východě a netrpěla ani nedostatkem potravy. Doba bronzová ve východním Středomoří pak byla dobou plně dějinnou, dobou prvních státních útvarů, a užívání pojmu „doba bronzová“ tam proto ztratilo smysl. Obdobný proces nastal v 1. tisíciletí př. n. l. ve Střední Americe.

### Doba železná

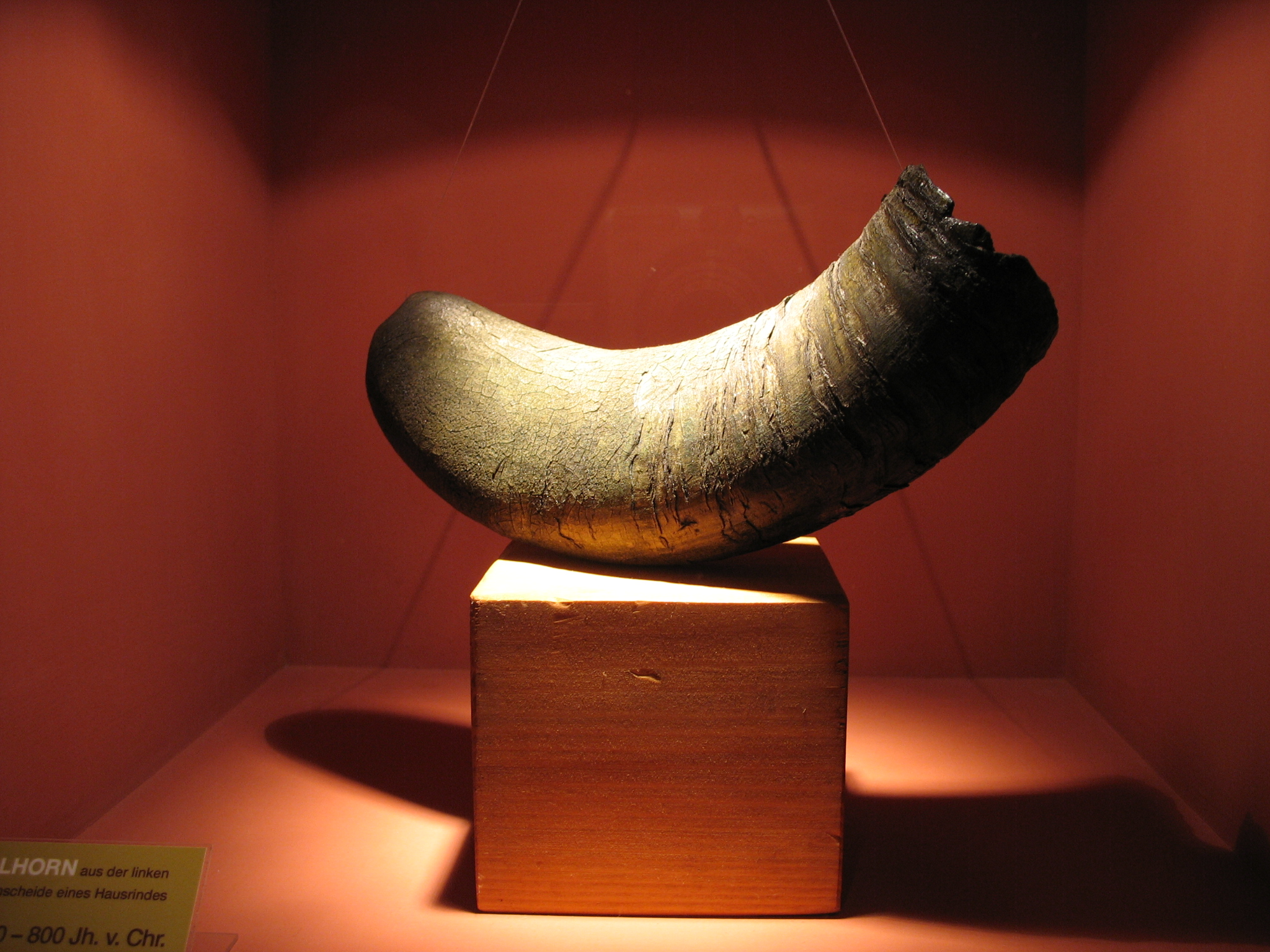
Roh na pití z halštatské kultury

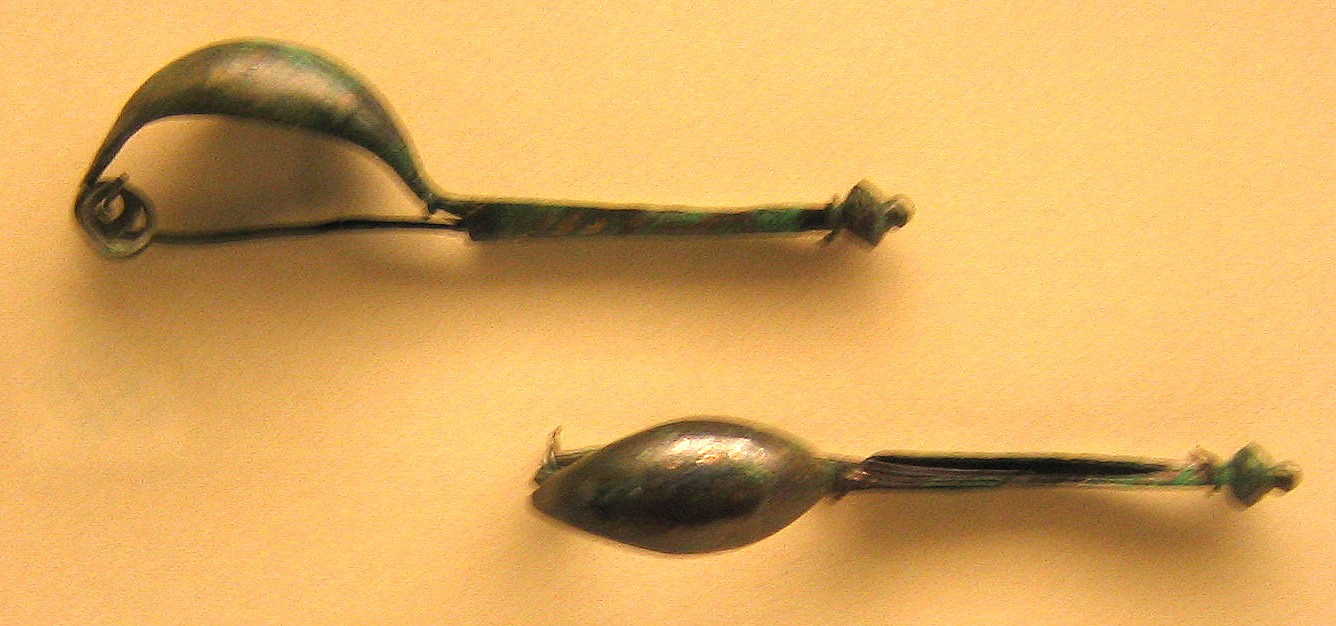
Brože nalezené v hrobě člověka z halštatské kultury

Halštatská kultura je pojmenovaná podle města Hallstatt v Rakousku, kde byly nalezeny první artefakty, vyrobené zhruba mezi lety 1200–275 př. n. l. Artefakty z halštatské kultury byly nalezeny ve východní Francii, Švýcarsku, na jihu Německa, v Rakousku, Slovinsku a Chorvatsku, v severozápadním Maďarsku, na jihozápadním Slovensku a jižní Moravě.
V této době se sociální struktury rozvinuly v hierarchii. To lze zdokumentovat různými nálezy z hrobů. Vyvinuly se nové bohatší třídy. Na rozdíl od dřívějších dob žili lidé z těchto tříd rádi ve velkých domech, aby demonstrovali své bohatství. Pohřby se také změnily; zatímco dříve šlo hlavně o kremace, v této době se pohřbívalo především v kamenných rakvích. Nové třídy využívaly svého bohatství k dovozu zboží, většinou ze Středomoří.

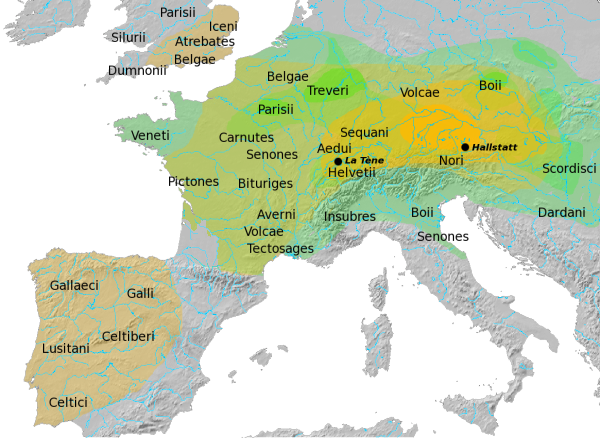
Mapa zobrazuje území halštatské a laténské kultury. Území, kde se kolem roku 800 př. n. l. usadili lidé z Hallstatt, je tmavě žluté. Jejich území asi k roku 500 př. n. l. je světleji žluté. Území Laténské kultury v roce 450 př. n. l. je tmavě zelené, území asi k roku 50 př. n. l. je světleji zelené. Ostatní body a barvy na mapě zobrazují hlavní keltské kmeny a území.

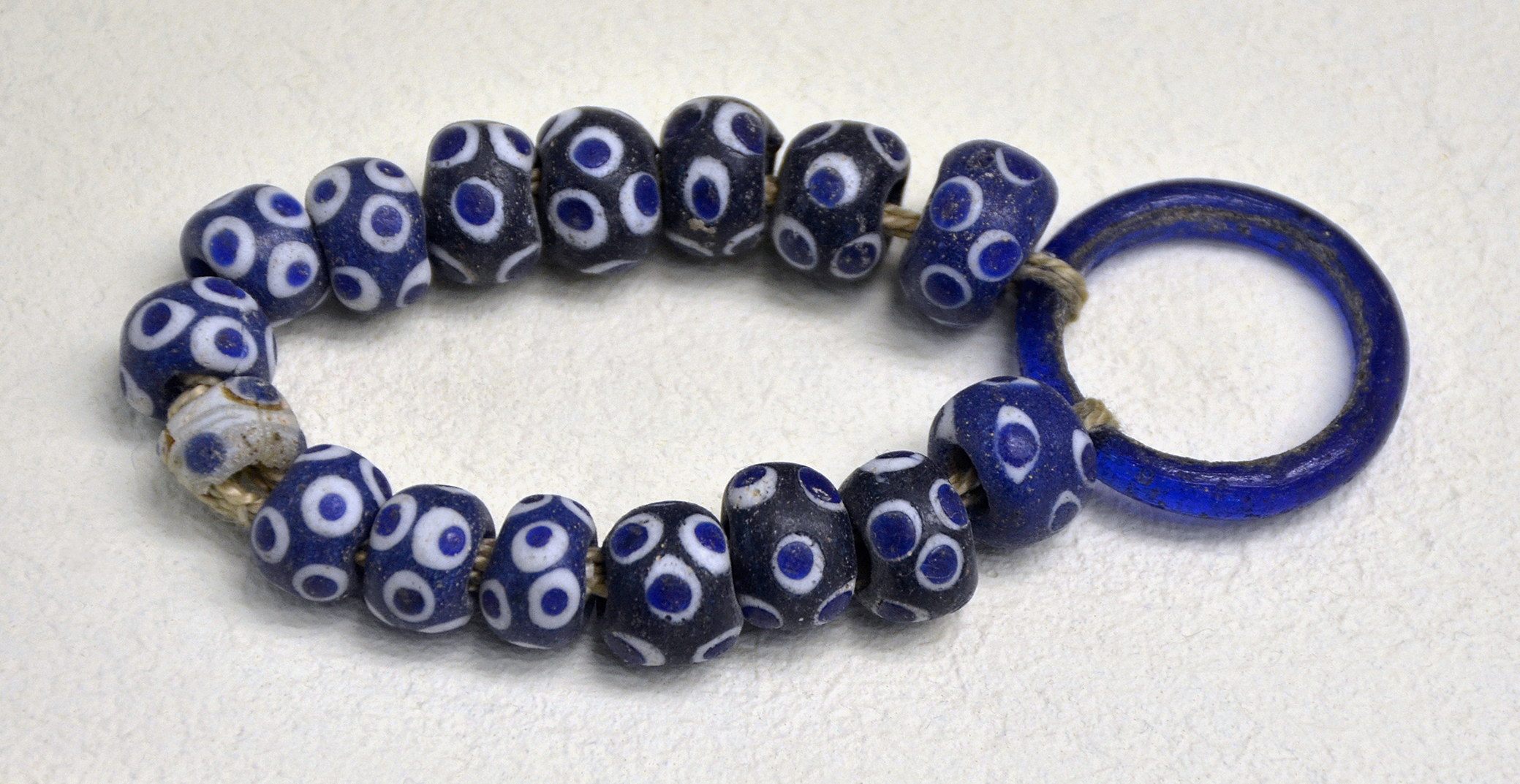
Náhrdelník ze skla, z 5. století př. n. l. (Laténská kultura)

Laténská kultura, která trvala přibližně od roku 500 př. n. l. do roku 100 n. l., je pojmenována po městě La Tène (dnes Marin-Epagnier u Neuchâtelu). Byla hodně ovlivněna románskou a řeckou kulturou. Existují dva zdroje pro toto:
Římané a Řekové jim obvykle říkali Keltové Napsali o nich mnoho prací, mezi nejdůležitější z nich napsal Gaius Julius Caesar. Jmenuje se Zápisky o válce galské (latinsky Commentarii de bello gallico).
Keltové žili převážně v klanech. Každý klan si zvolil vůdce z druidů nebo bardů. Existovala u nich polygamie a polyandrie.[zdroj?]

Ilyrské kmeny v předřímském období

Ilýrie se rozkládala na jihozápadě Balkánského poloostrova, její obyvatelé se jmenovali Ilyrové. Byli to předkové Albánců. Ilyrové žili v tribunech jako Epirus, Dardania, Taulantia atd. Měli svůj vlastní illyrský jazyk, který se lišil od řečtiny a latiny. K roku 1000 př. n. l. se počet obyvatel Illýrie odhaduje zhruba na 500 000.

## Starověk − vznik prvních civilizací
Starověk byla doba od vývoje písma do konce Římské říše. Její pád způsobil chaos v Evropě. Tehdy začal středověk (nazývaný také Temné období nebo Věk víry).

### Staroorientální státy

#### Státy v Mezopotámii

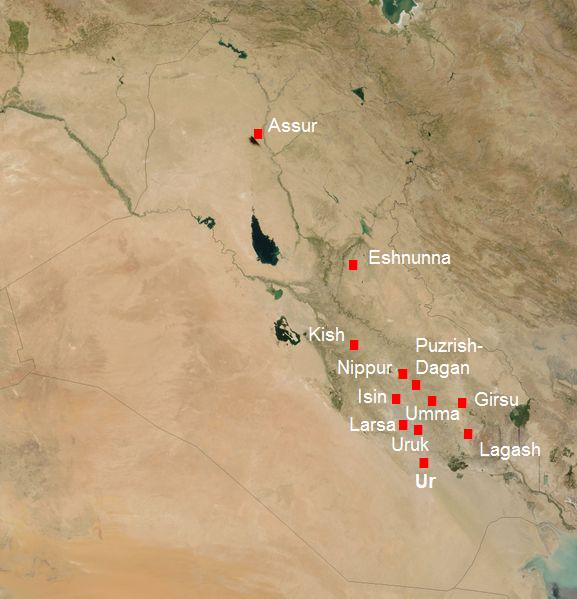
Sumerská města

Sumerská říše byla první známá starověká civilizace. Sumerové převzali region Mezopotámie – Úrodný půlměsíc asi v roce 3300 př. n. l. Do roku 3000 př. n. l. bylo v Sumeru vystaveno mnoho měst, geograficky oddělených od Mezopotámie. Byla tvořena nezávisle a každé mělo svou vlastní vládu. Šlo o městské státy, které mezi sebou často bojovaly.
V Sumeru bylo zemědělství soustředěno kolem řek Eufrat a Tigris. Přebytek potravin vedl k dělbě práce. To znamená, že někteří lidé mohli přestat pěstovat plodiny a začít dělat jinou práci. Tento fakt s sebou přinesl rozdělení společnosti. Dnes se takové rozdělení nazývá sociální pyramida. Lidé jsou v jejím rámci seskupeni do společenských tříd na základě bohatství a moci. V Sumeru byl na vrcholu král, dále kněží a vládní úředníci. Pod nimi byli řemeslníci, obchodníci, zemědělci a rybáři. Ve spodní části pyramidy byli otroci, což byli často váleční zajatci, zločinci nebo lidé pracující na splacení dluhu.
V Sumeru se naučili číst a psát pouze synové bohatých a mocných. Přitom pouze chlapci, kteří navštěvovali školu zvanou edubba, mohli později pracovat ve vládě.
Sumerové vymysleli první systém psaní na světě, dnes se mu říká klínové písmo.
Ostatní civilizace se v této době také rozvíjely podél velkých říčních systémů. Jde o tzv. civilizace údolí řeky. V tomto období byly nejmocnější, protože vody bylo zapotřebí k zemědělství.
Tyto civilizace byly podobné jako Sumer, protože:
- se vyvinuly podél říčních systémů,
- jejich náboženství byla polyteistická,
- měly vyvinutý systém písma.

Po Sumeru existovaly na půdě Mezopotámie i další dvě velké civilizace, které se rozvinuly kolem řek:
- Babyloňané – jejich nejslavnější vládce se jmenoval Chammurapi (proslavil ho Chammurapiho zákoník)
- Asyřané.

#### Egypt

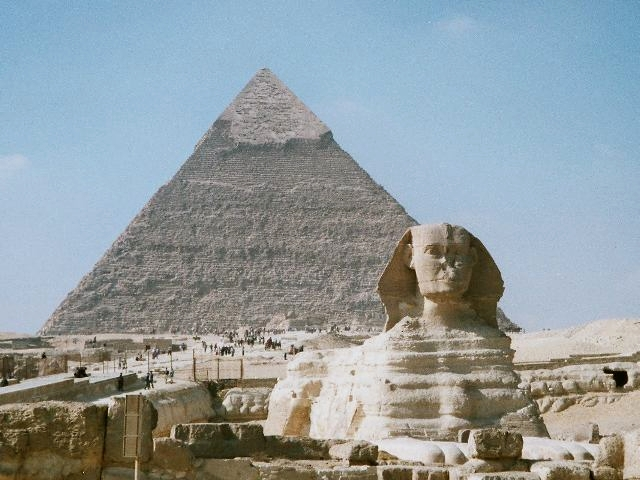
Velká Sfinga v Gíze, v pozadí Rachefova pyramida

Starověký Egypt se rozvinul kolem řeky Nil a byla to nejmocnější civilizace 2. tisíciletí před naším letopočtem. Měla pod kontrolou území od delty Nilu až po horu Jebel Barkal v dnešním Súdánu. Vznikla asi v roce 3500 př. n. l. a pravděpodobně zanikla v roce 30 př. n. l., kdy ji napadla Římská říše.

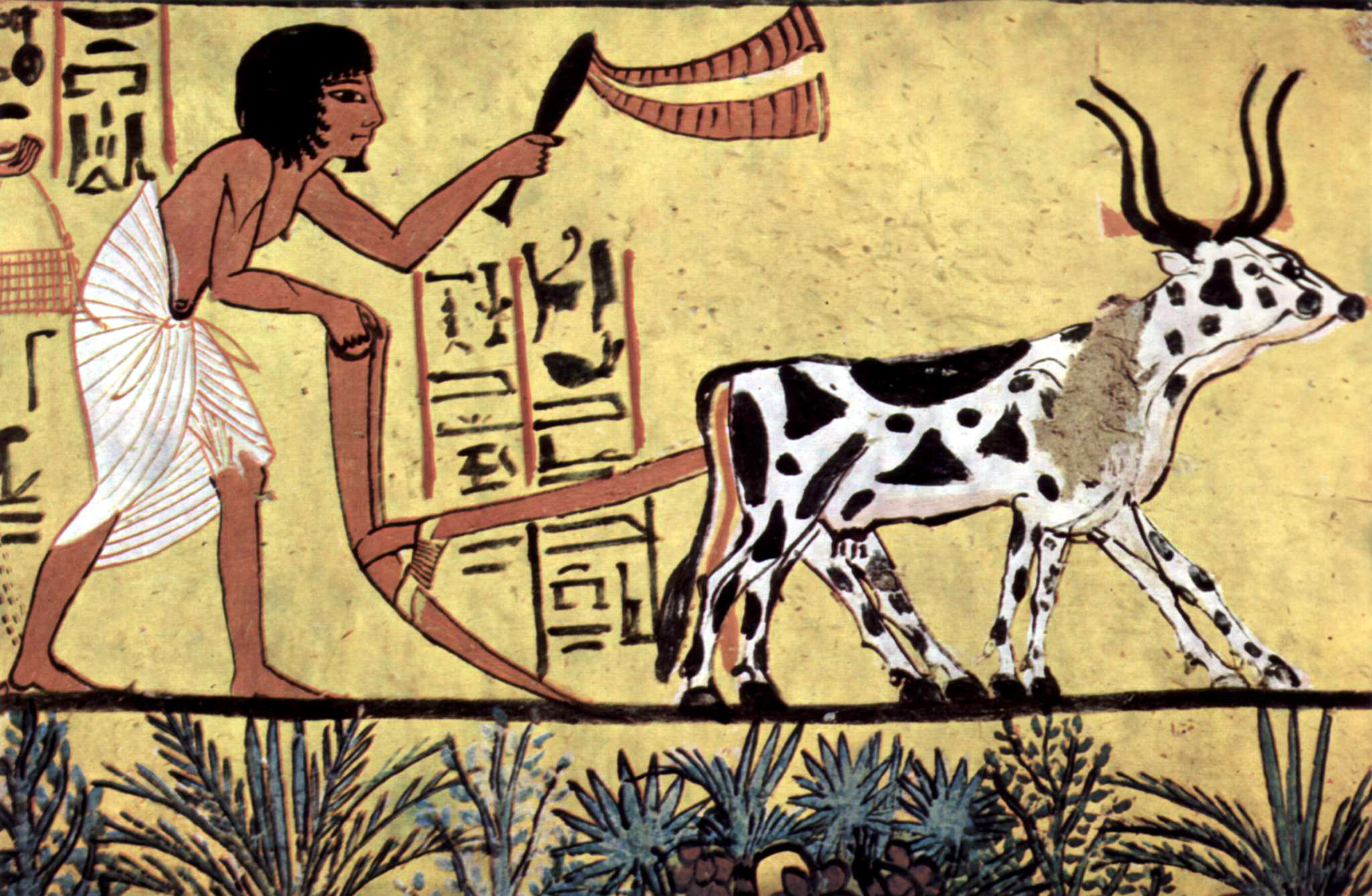
Vůl táhnoucí pluh. Obrázek z Egypta, vznik kolem roku 1200 př. n. l.

Lidé ve starověkém Egyptě záviseli na rovnováze přírodních a lidských zdrojů, zejména na zavlažování v údolí Nilu, jelikož jen díky němu mohli pěstovat plodiny. Jsou známí díky hieroglyfům, pyramidám a obecně hrobkám, chrámům a armádě. Existovaly zde významné rozdíly mezi společenskými třídami. Většina lidí se živila zemědělstvím, avšak jejich produkty jim nepatřily, byl to majetek státu, chrámu nebo rodiny, která vlastnila pozemky. Praktikovalo se zde otrokářství, ale není známo, jakým způsobem.

#### Indie

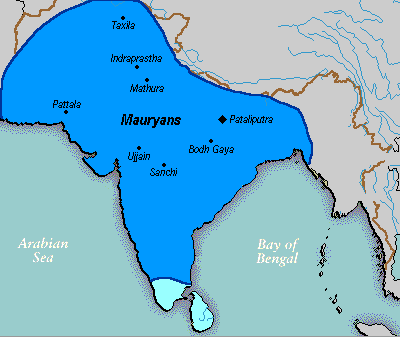
Modrá barva ukazuje Maurjovskou říši v dobách největšího rozmachu

Harappská kultura vznikla asi ve 2. polovině 4. tisíciletí př. n. l. a šlo o počátek civilizace na indickém subkontinentu. Byla soustředěna v povodí Indu. Poprvé byla násilně sjednocena během Maurjovské říše v roce 321 př. n. l. Ašókou, který se snažil rozšířit svou říši. Edikty Ašókovy jsou nejstarší dochované historické dokumenty z Indie. Po přechodu na buddhismus se Ašóka držel zásady ahinsá (nenásilí). Své buddhistické ideály rozšířil do celé východní a jihovýchodní Asie.
Dynastie Guptovců vládla asi v letech 320 až 550 našeho letopočtu. Guptovská říše byla jen ve střední Indii a na východě dnešního Bangladéše, území dnešního Pákistánu této říši nikdy nepatřilo. Guptovská společnost byla zřízena v souladu s hinduismem. Historikové považují Guptovskou dynastii spolu s dynastiemi Chan, Tang a Římskou říší za příklady klasických civilizací.

#### Čína

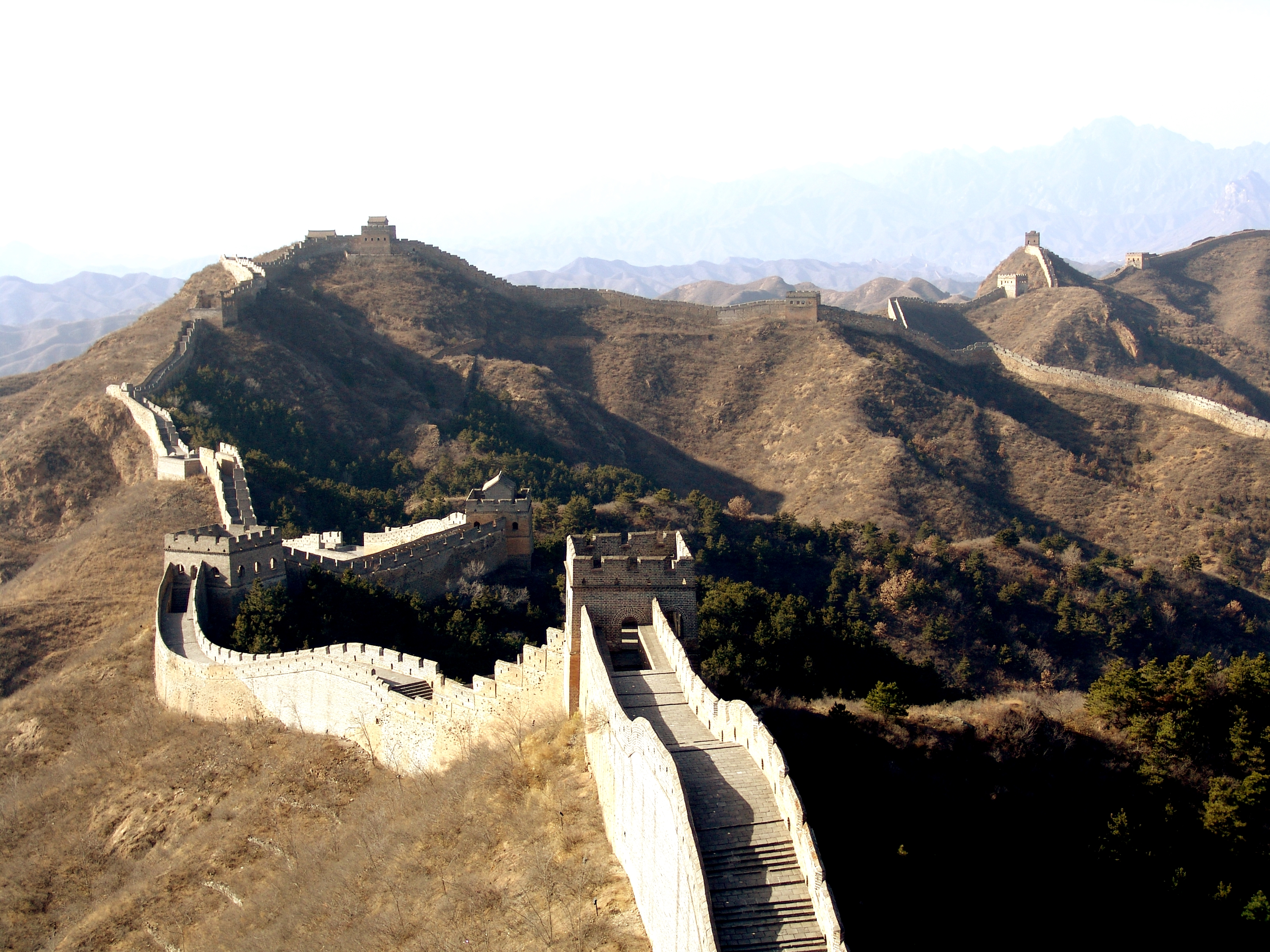
Velká čínská zeď, jejíž stavba byla zahájena za dynastie Ming

První dynastie staré Číny byla dynastie Šang (商朝). Pomocí radiokarbonové metody datování, která byla použita na krunýře želv, na něž Číňané psali, se zjistilo, že pochází asi z roku 1500 př. n. l. Předpokládá se, že Čína vznikla z městských států, které se shromažďovaly kolem Žluté řeky. Na konci dynastie Čou žili dva z největších čínských filosofů, Konfucius, zakladatel konfucianismu, a Lao-c', zakladatel taoismu (秦).
První centralizovaný stát v Číně násilím založil Čchin Š'-chuang-ti v roce 221 př. n. l. na základě své politické filosofie dogmatismu. Ze všech sil bojoval proti konfucianismu, v roce 202 př. n. l. vytvořil předchůdce Velké zdi.

### Antické státy

#### Starověké Řecko

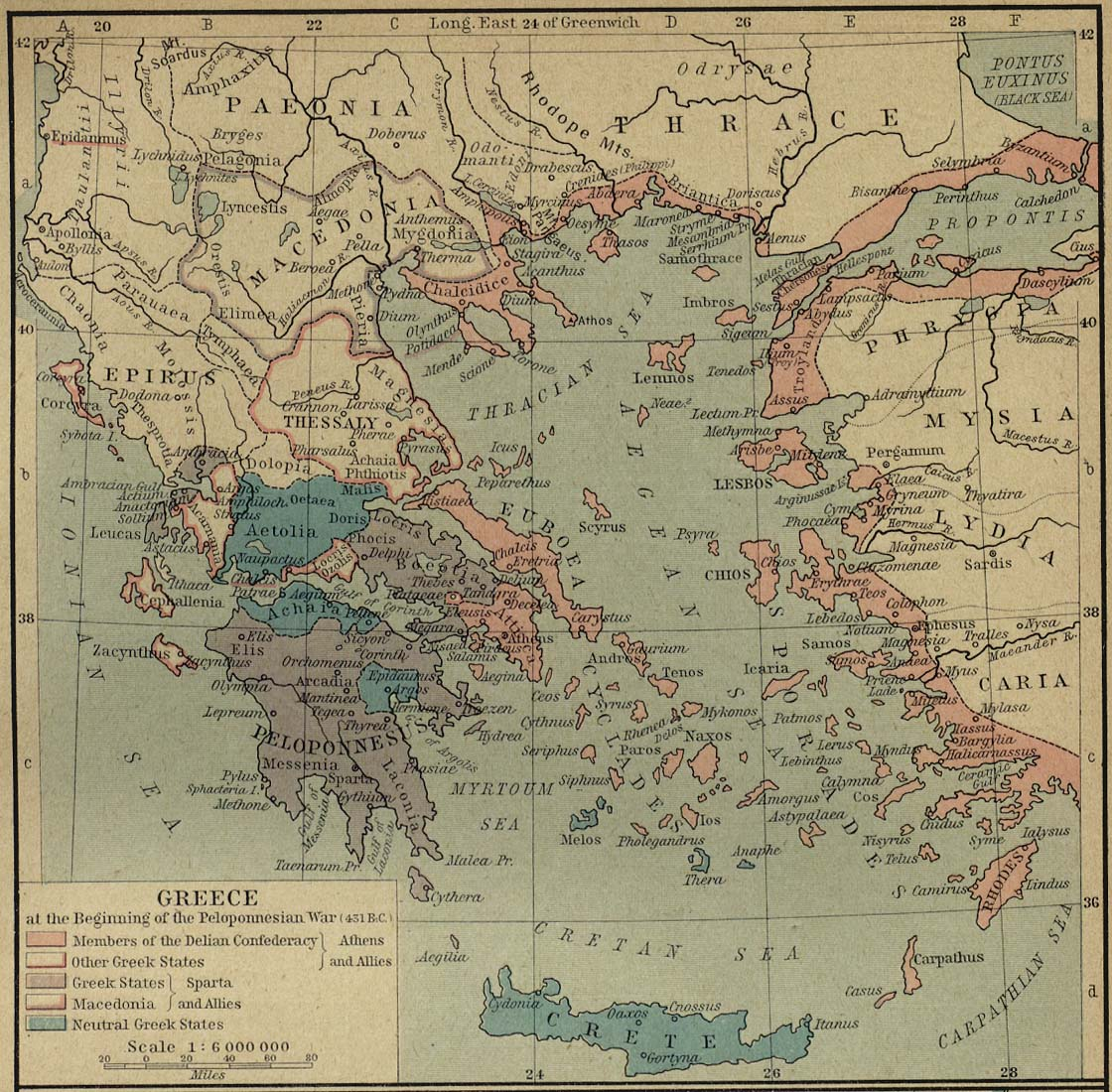
Starověké Řecko v roce 421 př. n. l.

Doba Starověkého Řecka byla velmi důležitým historickým obdobím. Většina lidí předpokládá, že se objevilo po Mínojské a Mykénské civilizaci a zaniklo poté, co jej v roce 146 př. n. l. napadli Římané. Řecká kultura měla velmi silný vliv na pozdější civilizace, především na Řím.
Řecko se skládalo z mnoha městských států, řecky polis, z nichž nejdůležitější byly: Athény, Sparta, Korint a Théby. Z názvu polis pochází slovo politika (doslova znamená správa obce). Řecká města mezi sebou neměla mnoho kontaktů, protože ležela v horách nebo na ostrovech. Když město přestalo mít dostatek potravin, byli někteří občané vysláni, aby založili město nové – nazývalo se kolonie.
Když Řecko vytáhlo do války (například proti Perské říši), městské státy se spojily. Objevilo se však také mnoho válek mezi městskými státy navzájem.
V Řecku žilo mnoho umělců a filosofů, z nichž většina zůstává důležitá i pro dnešní filosofii. Z umělců je znám např. Homér, považovaný za autora eposů Ilias a Odysseia. Mezi známé filosofy patří Sókratés, Platón, Aristotelés, ze známých matematiků to byli např. Pythagoras, Archimédés, Eukleidés, ze státníků Periklés nebo Alexandr Veliký.

#### Starověký Řím

Vývoj římského státu

Antický Řím vznikl na území dnešní Itálie v 8. století př. n. l. Civilizace trvala 12 století, skončila, když Mehmed II. dobyl Konstantinopol, 29. května 1453. Podle legendy byla římská civilizace založena dvojčaty Romulem a Remem v roce 753 př. n. l. Římská říše vznikla po punských válkách a po válce se Seleukovskou říší. Julius Caesar dobyl Galii (dnešní Francie). Augustus ukončil římskou republiku tím, že se prohlásil za císaře. V časech své největší síly obklopovala říše celé středozemní moře. Řím dosáhl takové velikosti, jelikož často válčil s jinými národy.
V roce 293 se císař Diocletianus rozhodl rozdělit Řím na dvě části, východní a západní.
Západní říše měla mnoho problémů s barbary. V 5. století se Hunové stěhovali na západ, což znamenalo, že Vizigóti se museli přestěhovat do říše. Řím byl barbary několikrát napaden. Dne 4. září 476 donutil náčelník Germánů Odoakar posledního římského císaře Romula Augusta opustit říši. Asi 1200 let dlouhá existence západního Říma tím skončila.
Východní část, jejímž hlavním městem se stala Konstantinopol, měla podobné problémy. Justiniánovi I. se podařilo dobýt část severní Afriky a Itálie. Krátce po jeho smrti bylo všechno, co zbylo, ohroženo perskou říší.

## Středověk
Po pádu západního Říma se germánské kmeny snažily učit od římské civilizace, ale řada znalostí byla zapomenuta a až do renesance v Evropě k mnoha úspěchům nedošlo. Ale s nástupem islámu, během jeho zlatého věku, se událo mnoho změn. Řecké a římské tradice byly uchovávány a došlo k dalšímu rozvoji. Čínská civilizace zažila zlatý věk během doby Tchang.

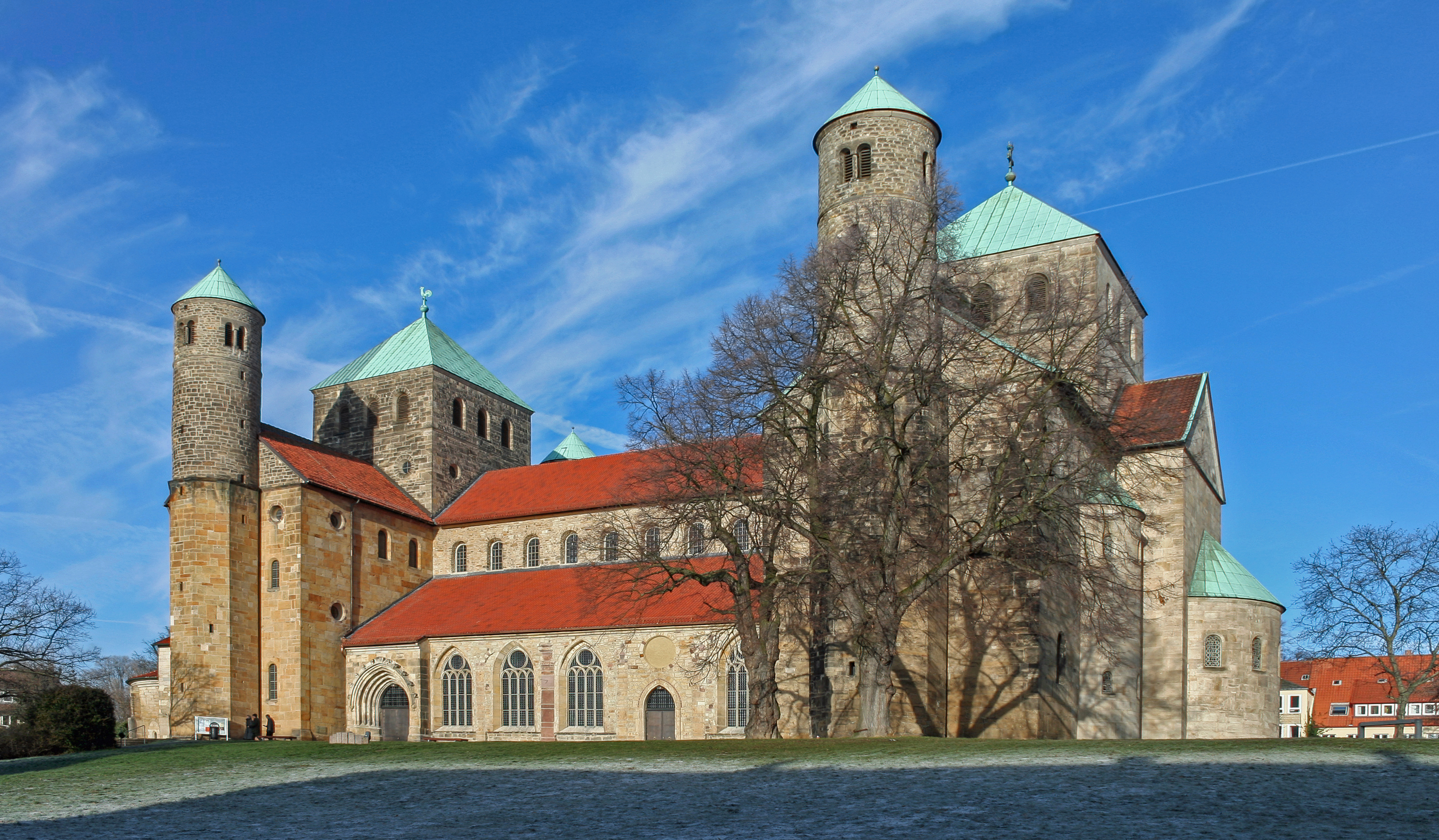
Románská architektura středověku

Za středověk se považuje období od pádu římské říše až po objevení Ameriky v roce 1492. Od roku 500 do zhruba 800 došlo ve srovnání s římskou civilizací k určitému poklesu. Evropské vesnice byly často ničeny a pleněny, např. Vikingy. Během vrcholného středověku se stavěly Katedrály, vznikla významná literární díla.
V pozdním středověku se objevila epidemie moru (zvaného také Černá smrt). Velmi důležitou součástí středověku byl systém zvaný feudalismus. Na vrcholu společenské pyramidy v něm byl král. Významnými událostmi tohoto období byly Křížové výpravy. Existuje teorie, že k jejich konci napomohl mor.
Renesance vznikla v Itálii. Slovo renesance pochází z francouzštiny a znamená „znovuzrození“. V rámci renesance se lidé učili od řecké a římské kultury, na které se na nějakou dobu zapomnělo. Místo klasické malby se umělci začali věnovat také tvorbě plastik. Z doby renesance je známo mnoho slavných umělců, např. Leonardo da Vinci, Michelangelo Buonarroti nebo Raffael Santi. V tomto období také Johannesem Gutenbergem vynalezl knihtisk.
Renesance přinesla také velké úspěchy v oblasti vědy (Galileo Galilei, Francis Bacon), filosofie (Thomas More) a literatury (Dante Alighieri, William Shakespeare).

### Asie

#### Blízký východ – vzestup islámu a úpadek Byzantské říše

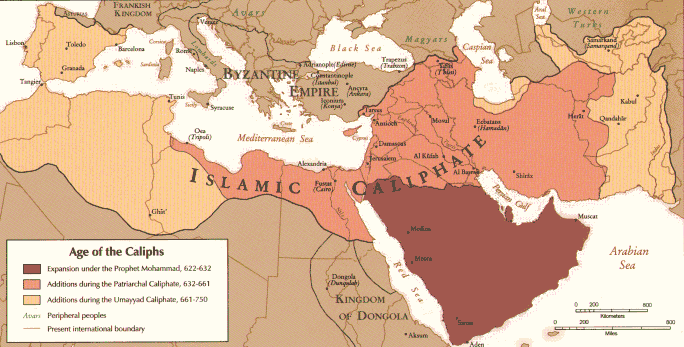
Expanze islámu a Byzantské říše

V Arábii Muhammad založil a prosadil islám. Jeho následovníci rychle dobyli Sýrii a Egypt. A brzy přímo ohrozili Byzantskou říši. V 8. a 9. století, se Byzantské říši podařilo zastavit islámskou expanzi. Dokonce byla znovu dobyta některá ztracená území. V roce 1000 našeho letopočtu byla východní říše na vrcholu: Basileios II. znovu dobyl znovu Bulharsko a Arménii. Kultura a obchod vzkvétal. Brzy však byla tato expanze náhle ukončena, a to v roce 1071 v bitvě u Mantzikertu. Bitva způsobila dramatický úpadek říše a přinesla několik staletí občanských válek a tureckých invazí.

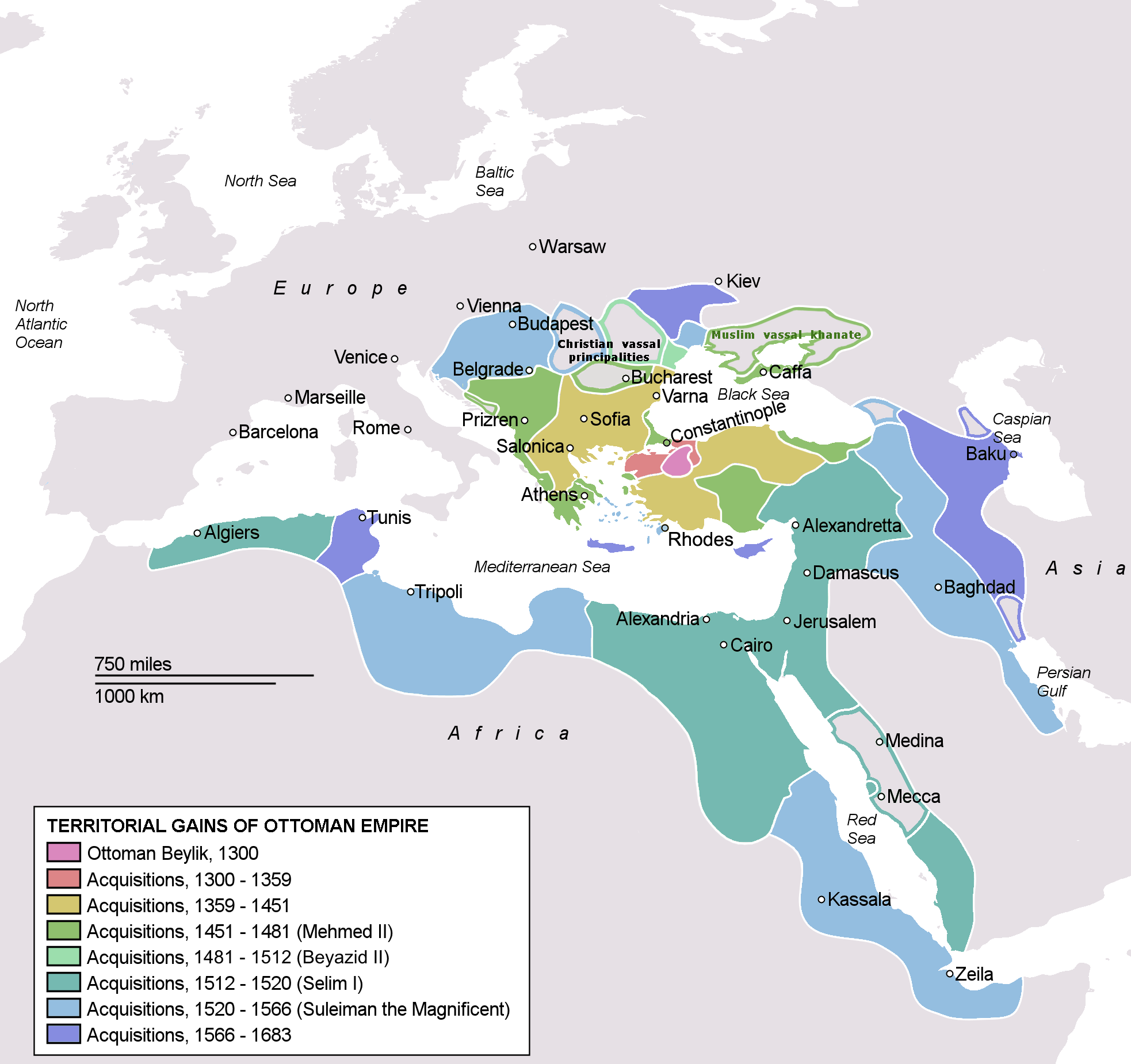
Osmanská říše

Situace byla pro Byzantskou říši tak kritická, že císař Alexios I. Komnenos musel na konci roku 1095 vyslat volání o pomoc. Západ poslal na pomoc křížové výpravy. To nakonec při čtvrté výpravě skončilo vyrabováním Konstantinopole.
Konstantinopol byla dobyta v roce 1204, celá říše se roztříštila do nástupnických států. Asi nejvýznamnější bylo Nikájské císařství. Později se Byzantská říše znovu sjednotila. Její definitivní konec nastal, když Mehmed II. 29. května 1453 dobyl Konstantinopoli. Po Byzantské říši přišla Osmanská říše. V letech 1400–1600 to byla nejmocnější říše na Blízkém východě, ovládala jižní a východní pobřeží Středozemního moře.

#### Čína, Indie, Japonsko, Mongolsko
Dynastie Tchang (618–907) měla hlavní město Chang'an (dnes Xi'an), považované za největší město doby. Historikové ji považují za velmi důležitý mezník Čínské civilizace a dané období za zlatý věk kosmopolitní kultury.
V jižní Indii vládli kolem 6. a 7. století králové dynastie Chola, konkrétně ve státě Tamilnádu, ve státě Kerala vládla dynastie Chera. Měli obchodní vztahy s římskou říší i se západní a jihovýchodní Asií. Na severu Indie vládla v mnoha státech dynastie Rajputs. V roce 1336 založili dva bratři, Harihara I. a Bukka, na ploše dnešního indického státu Karnátaka říši Vijayanagara. V roce 1565 byli její vládci poraženi v bitvě, říše ale trvala ještě asi dalších 100 let. Severní Indii měli pod kontrolou islámští sultáni.
Japonské Období Heian je známé pro své umění, poezii, literaturu. Tehdy se také vyvinul psací systém kana. Následovalo feudální období (1185–1853), během kterého byli vůdčí osobnosti samurajové a Daimjó. Mezi lety 1272 a 1281 se Japonsko pokusili napadnout Mongolové, ale Japonci je vytlačili. V roce 1542 do Japonska připluli Portugalci, od nichž se Japonci dozvěděli o střelných zbraních.
V Mongolsku v roce 1209 krutý Čingischán sjednotil místní kmeny a založil Mongolskou říši, jednu z největších říší historie. Po jeho smrti v expanzi pokračoval Kublaj, poté se však říše rozpadla na několik menších. Později ale byly všechny zničeny.

### Amerika

#### Mayové, Aztékové, Inkové...

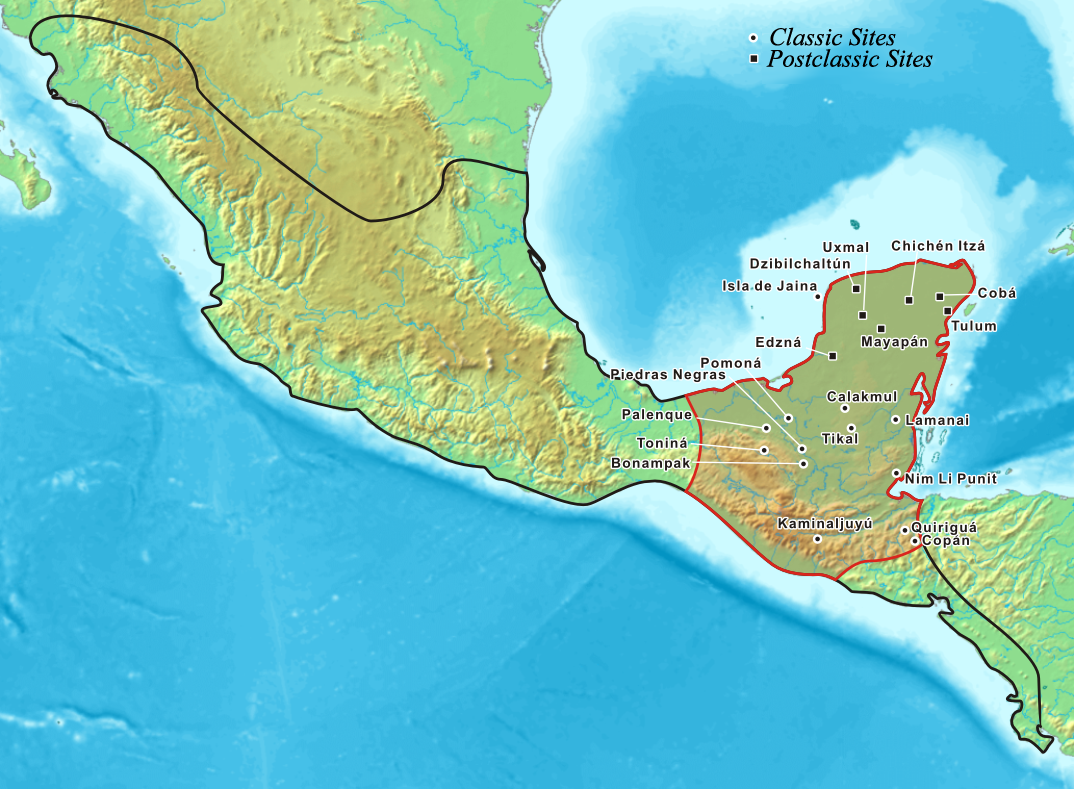
Přibližný rozsah Mayské říše je ohraničen červenou čarou.

Mayská civilizace vznikla v předkolumbovské Střední Americe. Mayové žili převážně na poloostrově Yucatán, ale také v dnešním Hondurasu, Belize a Guatemale. Měli plně vyvinutý systém písma. Byli také velmi úspěšní v oblasti umění a architektury a ovládali velmi pokročilý systém matematiky a astronomie.
Oblast, v níž se vyvinula mayská civilizace, byla osídlena kolem 10. tisíciletí před naším letopočtem. První mayské osídlení vzniklo asi v roce 1800 př. n. l. v kraji Soconusco. V současnosti je to stát Chiapas v Mexiku, na pobřeží Pacifiku. Dnes se toto období nazývá Rané předklasické období.

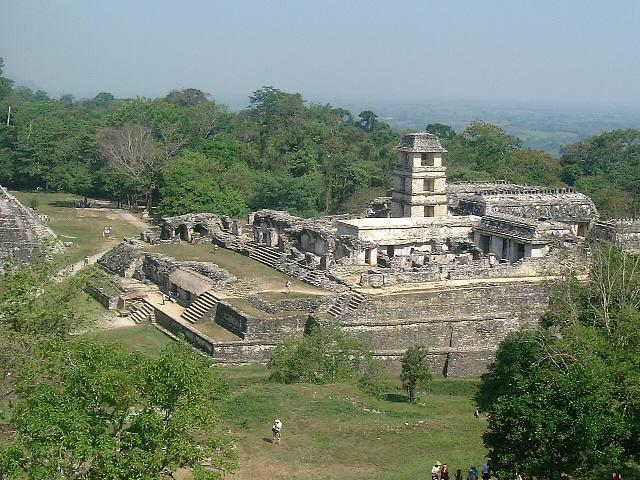
Ruiny Palenque

V té době se lidé začali natrvalo usazovat. Chovali hospodářská zvířata, byli také zručnými hrnčíři. Zpočátku pouze zahrnovali zesnulé kupou hlínou, později se z těchto kup staly kamenné pyramidy. Přesná severní hranice Mayské říše není známa. Existují oblasti, kde se mayská kultura pravděpodobně překrývala s jinými kulturami. První významné nápisy a budovy se objevily v těchto překrývajících se zónách. Tyto kultury a Mayové se tak zřejmě návzájem ovlivnili.
Klasické období trvalo zhruba od roku 250 do roku 900. Během této doby bylo vystavěno mnoho památníků. Mayové se stěhovali do velkých měst, čemuž se dnes říká urbanismus.
Stejně jako starověké Řecko byla mayská civilizace složena z mnoha na sobě nezávislých městských států. Kolem nich existovalo rozvinuté zemědělství. Nejvýznamnějšími památkami Mayů jsou pyramidy, které stavěli v náboženských centrech, a paláce, největší byl Cancuén. Archeologové také nalezli vyřezávané kamenné desky, které popisují genealogii, vojenská vítězství a jiné úspěchy vládců.
Mayové vyjížděli na dlouhé obchodní cesty, obchodovali s mnoha jinými středoamerickými kulturami, jako např. Teotihuacan nebo Zapotec. Archeologové také našli v Chichén Itzá zlato z dnešní Panamy.

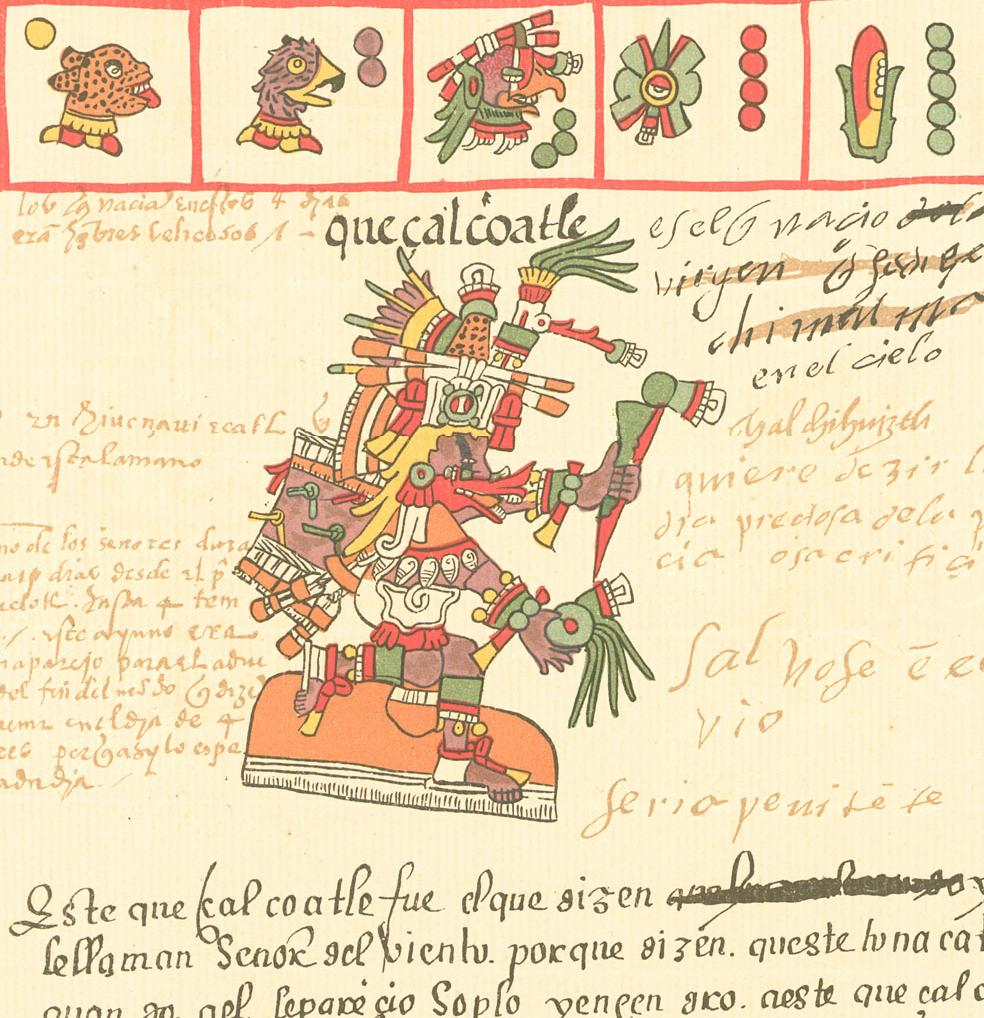
Aztécký bůh Quetzalcoatl

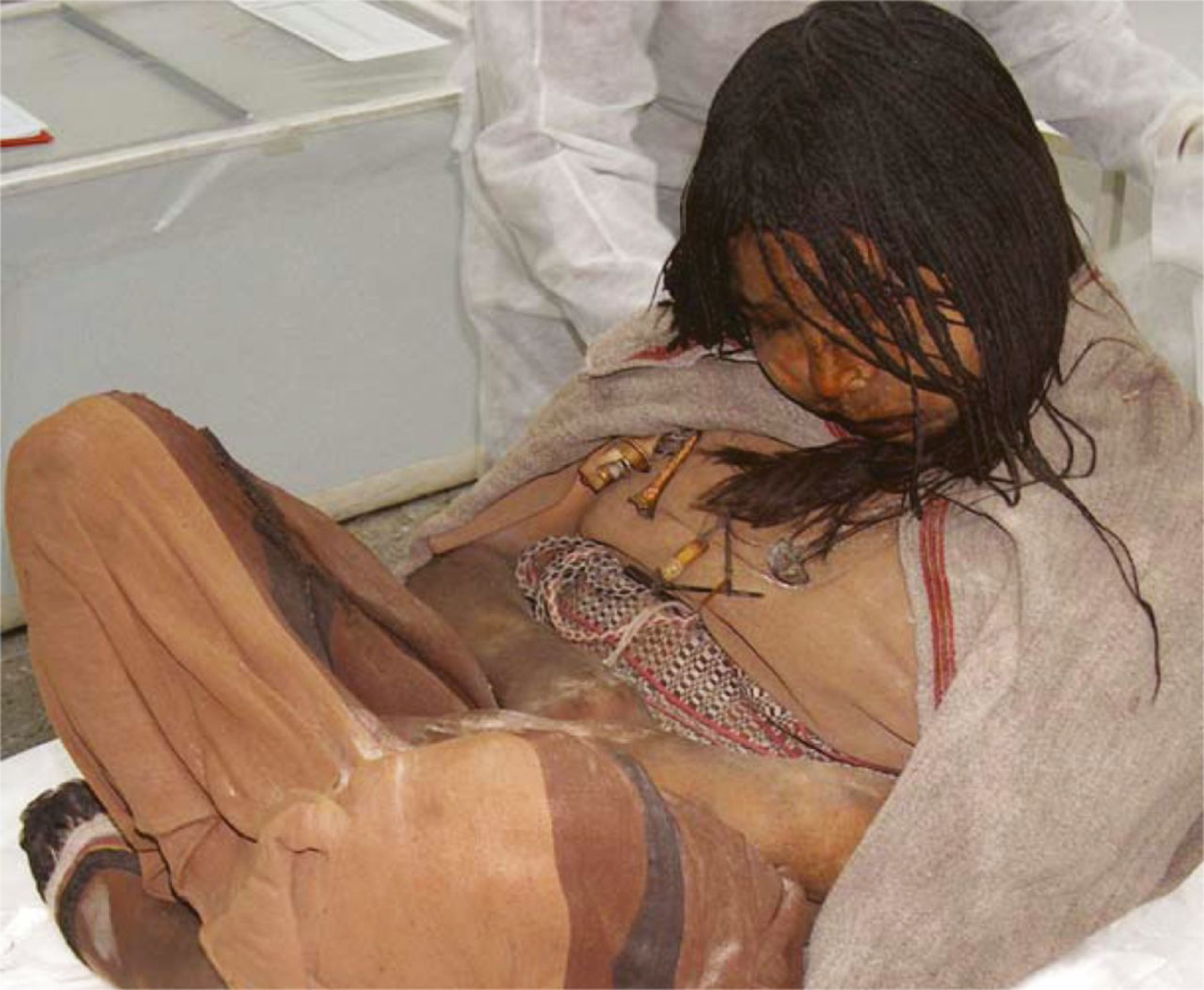
Mumie asi patnáctileté incké dívky, která byla obětována bohům

V 8. a 9. století se města v jižních nížinách začala potýkat s problémy. Ve stejné době přestali Mayové budovat velké památníky a nápisy. Krátce nato města opustili. Archeologové si nejsou jisti, proč se tak stalo, vysvětlení nabízejí různé teorie. Svou roli mohly sehrát např. ekologické faktory.
Většina Aztécké říše se nacházela v Mexiku. Hlavním městem Aztéků byl Tenochtitlán, tehdy to bylo jedno z největších měst na světě. Dnes na jeho místě leží Ciudad de México. Jejich jazykem byl Nahuatl.
Aztécká kultura byla polygamní. Nejdůležitějšími bohy byli Quetzalcoatl (opeřený had), Huitzilopochtli nebo Tezcatlipoca. Aztékové někdy pro potěšení bohů obětovali i člověka. V letech 1519 a 1521 si španělští conquistadoři vedení Hernánem Cortésem přivlastnili jejich území. Nepodrobili by si je tak snadno, kdyby Aztékové bojovali (bojovat však nechtěli, protože považovali conquistadory za bohy).

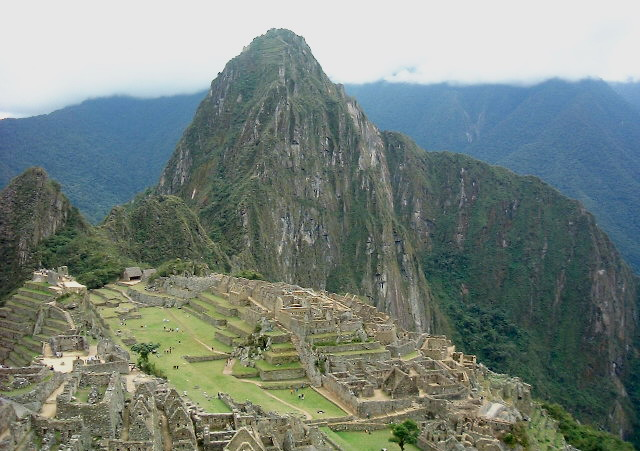
Machu Picchu „Ztracené město Inků“, jeden ze sedmi nových divů světa a archeologické naleziště

Mnozí Mexičané jsou potomky Aztéků a v Mexiku se stále používají aztécké symboly, např. na státní vlajce je vyobrazen orel na kaktusu a s hadem v ústech. Také slovo Mexiko pochází z aztéčtiny.
První stát Inků založil Manco Capac v oblasti kolem města Cuzco (Quosqo) asi v roce 1200. V 15. století začala expanze. Inkové disponovali největší předkolumbovskou říší (tedy vzniklou před příjezdem Kryštofa Kolumba) v Jižní Americe. Incká říše se rozkládala v západní části Jižní Ameriky. Říše Inků, nebo také Tawantinsuyo, což v kečuánštině znamená čtyři regiony, vznikla více než 100 let před příchodem Španělů v roce 1532. Jejich hlavní jazyk se nazýval Quechua, ale Inkové hovořili i mnoha jinými jazyky. Jejich hlavní město bylo Cuzco, které dnes leží na jihu Peru.
V roce 1532 začala okupace španělskými vojsky, které vedl Francisco Pizarro. V následujících letech se dobyvatelům podařilo rozšířit svou moc nad celý andský region. V roce 1542 se Inkové vzbouřili, ale Španělé vzpouru potlačili. Poslední Inkové se vzdali v roce 1572, toho roku jejich civilizace končí, i když některé etnické skupiny ještě mnoho kulturních tradic zachovávají.

## Novověk – od kolonizace k imperialismu

### Evropa

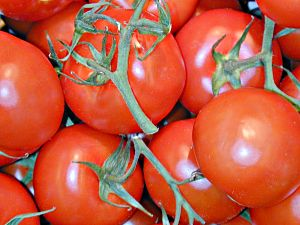
Rajčata byla přivezena z Ameriky a později se stala nedílnou součástí italské kuchyně

Kolonizace začala poté, co Kryštof Kolumbus objevil Ameriku. Evropské země jako Anglie, Francie, a Španělsko si v Americe zřídily kolonie. Jejich osadníci bojovali s domorodými Američany o území. Kolonizace Ameriky byla začátkem moderní doby.
Důležitou součástí objevování Ameriky byla kolumbovská výměna,, která přinesla do Starého světa nové potraviny, nápady, ale i nemoci, a v Novém světě změnila způsob života.
Martin Luther začal 95 tezemi (které podle pověsti přibil na dveře zámeckého kostela ve Wittenbergu) reformaci církve. Na začátku se ohradil proti korupci nebo prodeji odpustků. Domníval se, že křesťané by si měli přečíst Bibli a zjistit, co od nich chce Bůh.
Proti protestantské reformaci začala katolická církev bojovat protireformací. Byly založeny nové církevní řády jako např. Jezuité. Problematikou protestantství a katolické reformace se zabýval Tridentský koncil (1545–1563).
Velká francouzská revoluce vedla v kontinentální Evropě k rozsáhlým politickým změnám. Tehdy byla sepsána Deklarace práv člověka a občana, ale obyvatelé také čelili teroru – k největším tyranům patřili: král Ludvík XVI. a císař Napoleon Bonaparte. Napoleon změnil během napoleonských válek většinu Evropy. Poslední případy nevolnictví byly v Rakousku-Uhersku zrušeny v roce 1848 a v Rusku v roce 1861. Balkánské národy začaly znovu získávat nezávislost na Osmanské říši. Po Prusko-francouzské válce se staly národy Itálie a Německa jednotné, hledání „místa na slunci“ skončilo vypuknutím 1. světové války. V zoufalství války proběhla v Rusku Říjnová revoluce.
Parní stroj i další vynálezy mj. v textilním průmyslu se ze Spojeného království šířily do Spojených států i Evropy. Čím dál více úkolů bylo přenecháno strojům; touto tzv. industrializací a průmyslovou revolucí začala produktivita a tím i životní úroveň obyvatel výrazně růst. Dále v dekádách po roce 1870 byla vynalezena žárovka, elektrická síť, fotografie, automobily, letadla a další objevy, které zásadně změnily způsob života jednotlivce i společnosti.

### Asie

Vlajka, kterou dynastie Čching používala v letech 1862–1890

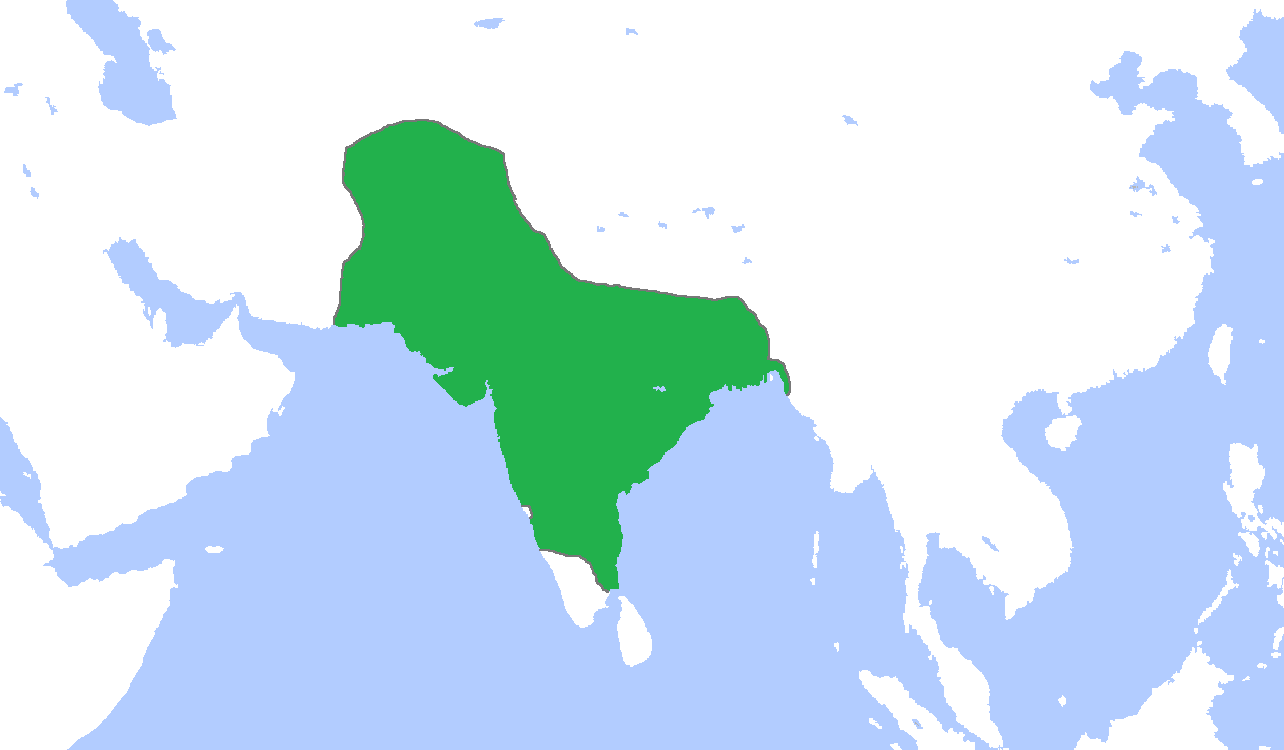
Mughalská říše v roce 1700

Od roku 1644 do roku 1912 vládla Číně dynastie Čching. Vznikla v severovýchodní Číně (Mandžusko) a pomalu expandovala. Během 19. století říše oslabila, čelila mezinárodnímu tlaku, masivním povstáním a válkám. Definitivně padla v roce 1912.
Hlavním městem japonského období Edo z počátku 17. století bylo nejdříve Kjóto a později Edo (dnešní Tokio). Tehdejší vládci prosazovali politiku odříznutí se od zbytku světa, protože věřili, že evropští obchodníci a misionáři chtějí mít Japonsko pod kontrolou. Zakázali jim proto do Japonska vstup (jedinou výjimkou byli holandští a čínští obchodníci a misionáři). Přesto se jim dařilo získávat informace a znalosti z jiných částí světa. Politická izolace trvala asi 200 let, skončila v roce 1868.

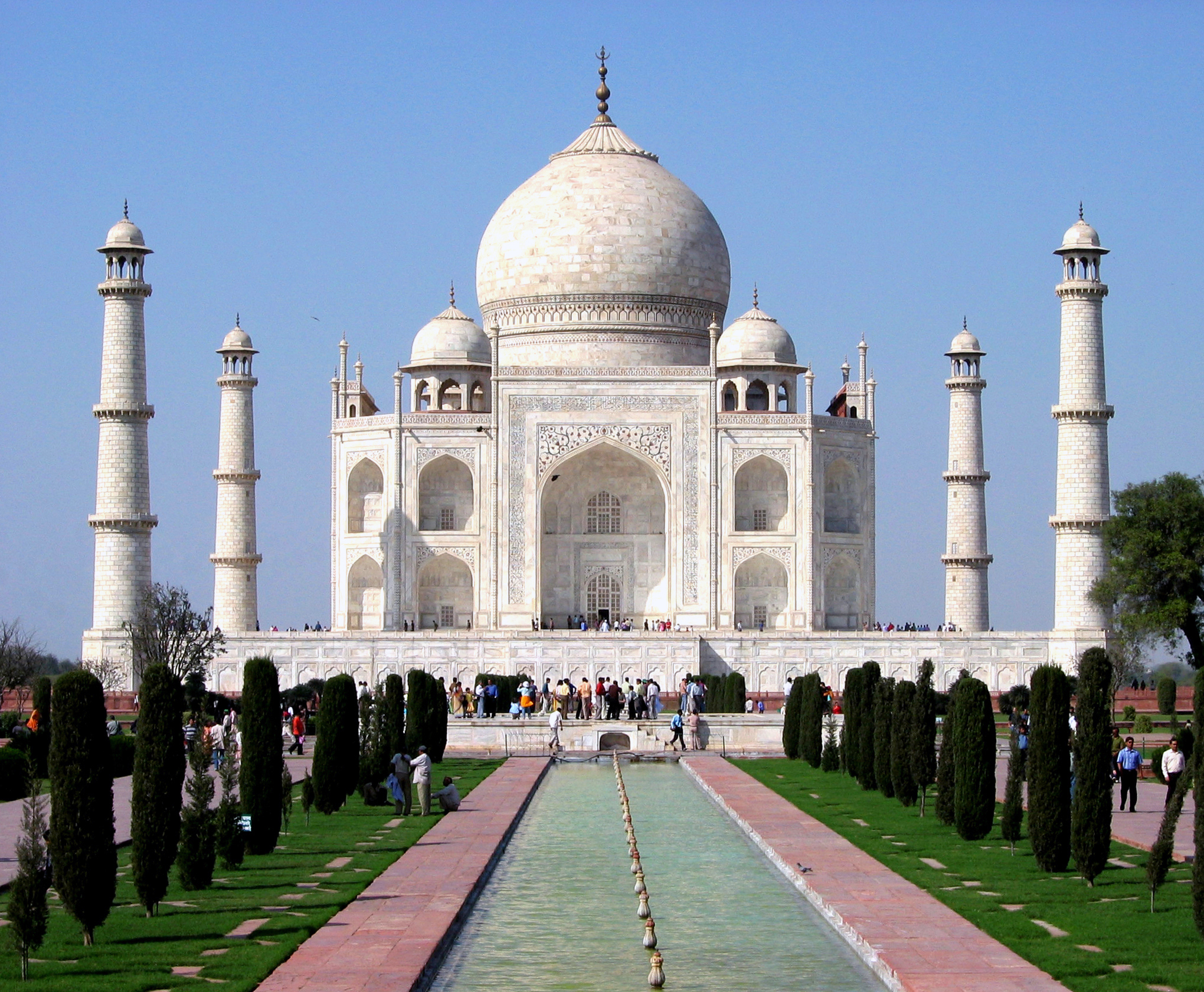
Tádž Mahal nechal postavit kolem roku 1648 Šáhdžahán

Mughalská říše existovala v rozmezí let 1526–1857. V době své největší velikosti zabírala většinu indického subkontinentu. Založil ji Babur v roce 1526 a vládl jí až do roku 1530. Jejím nejvýznamnějším panovníkem byl Akbar (1556–1605). Po smrti Aurangjeba (1658–1707) říše velmi oslábla. Toto období pokračovalo až do roku 1857, kdy se Indie dostala pod kontrolu Britského impéria.

### Amerika a Afrika

Historie kolonizace Jižní Ameriky

Severní Amerika v letech 1750–2008

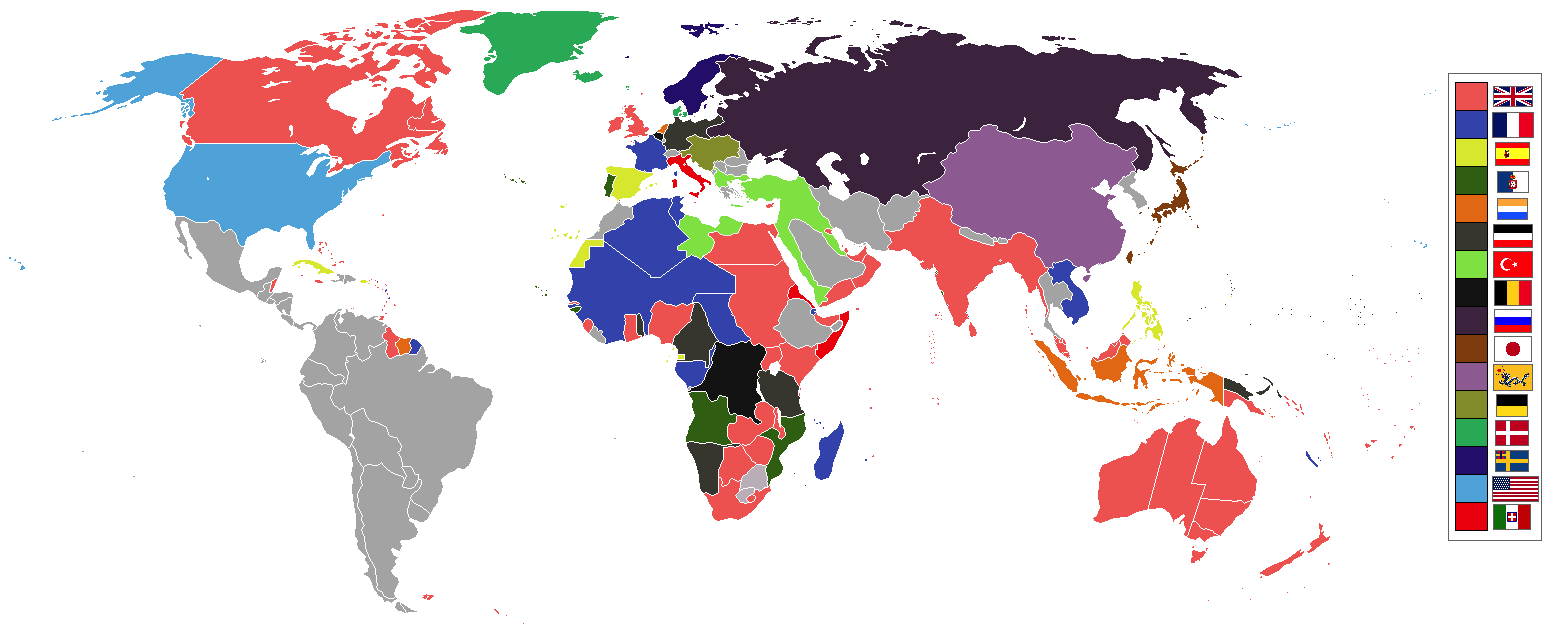
Imperiální mocnosti kolem roku 1898

Usazení Španělů v Americe vedlo ke genocidě domorodých indiánů. Španělé získali kontrolu nad většinou Karibiku a dobyli Aztéckou říši. Vznikly tak Španělské kolonie v Novém světě.
První úspěšné anglické osady v Severní Americe byly: Jamestown (1607) a Plymouth (1620). První francouzské osady byly: Port Royal (1604) a Quebec (1608). Hlavním zdrojem obživy a obchodu se stal obchod s kožešinami a výsledkem byla transformace životního stylu domorodých Američanů.
V průběhu 15. století začali Portugalci objevovat Afriku. U guinejského pobřeží začali v roce 1482 stavět své první tvrze. Po objevení Ameriky v roce 1492 tam začal obchod s otroky (z Afriky se do Ameriky dováželi černoši, aby tam pracovali, později se z nich stali Afroameričané). Brzy v Africe začali své pevnosti stavět i Angličané, Španělé, Holanďané, Francouzi a Dánové. Jejich vliv se vztahoval z velké většiny na pobřeží, ve vnitrozemí byl nízký. Větší kolonie byly založeny až v průběhu 19. století.

## Nejnovější dějiny

### První světová válka
První světová válka probíhala od roku 1914 do roku 1918. Tehdy se jí říkalo velká nebo světová válka. V té době byly poprvé použity chemické zbraně, letouny a bomby.
Hlavní záminkou pro rozpoutání války se stalo zavraždění rakousko-uherského následníka trůnu: arcivévody Františka Ferdinanda d'Este skupinou mladých Srbů v Sarajevu – viz článek Atentát na Františka Ferdinanda d'Este. Rakousko-Uhersko vyhlásilo válku Srbsku. Uhry i Srbové získali další spojence, což vyvolalo ještě větší konflikt, který přerostl v první světovou válku.
Evropa byla rozdělena do dvou skupin: Centrální mocnosti a státy Dohody. Centrální mocnosti tvořilo Německo, Rakousko-Uhersko, Osmanská říše a Bulharsko. Dohodu tvořila Velká Británie, Francie, Rusko, Itálie a USA.
Bitvy první světové války probíhaly na dvou frontách; východní a západní. Na západní frontě byly běžné zákopové války.
Protože Britové začali blokovat Německo, to začalo používat ponorky na zničení britských lodí. Po potopení dvou lodí s Američany na palubě a poslání Zimmermannova telegramu vyhlásily USA válku Německu a připojily se ke spojencům.
Po 1. světové válce přestala existovat Německá říše, zaniklo Ruské impérium, Osmanská říše a rozpadlo se Rakousko-Uhersko. Francie a Británie zůstaly velice oslabené.

### Druhá světová válka
Ve dvacátých letech 20. století převzali fašističtí diktátoři kontrolu nad Itálií, Německem, Japonskem a Španělskem. V roce 1933 získal Adolf Hitler moc v Německu a rozpoutal druhou světovou válku.

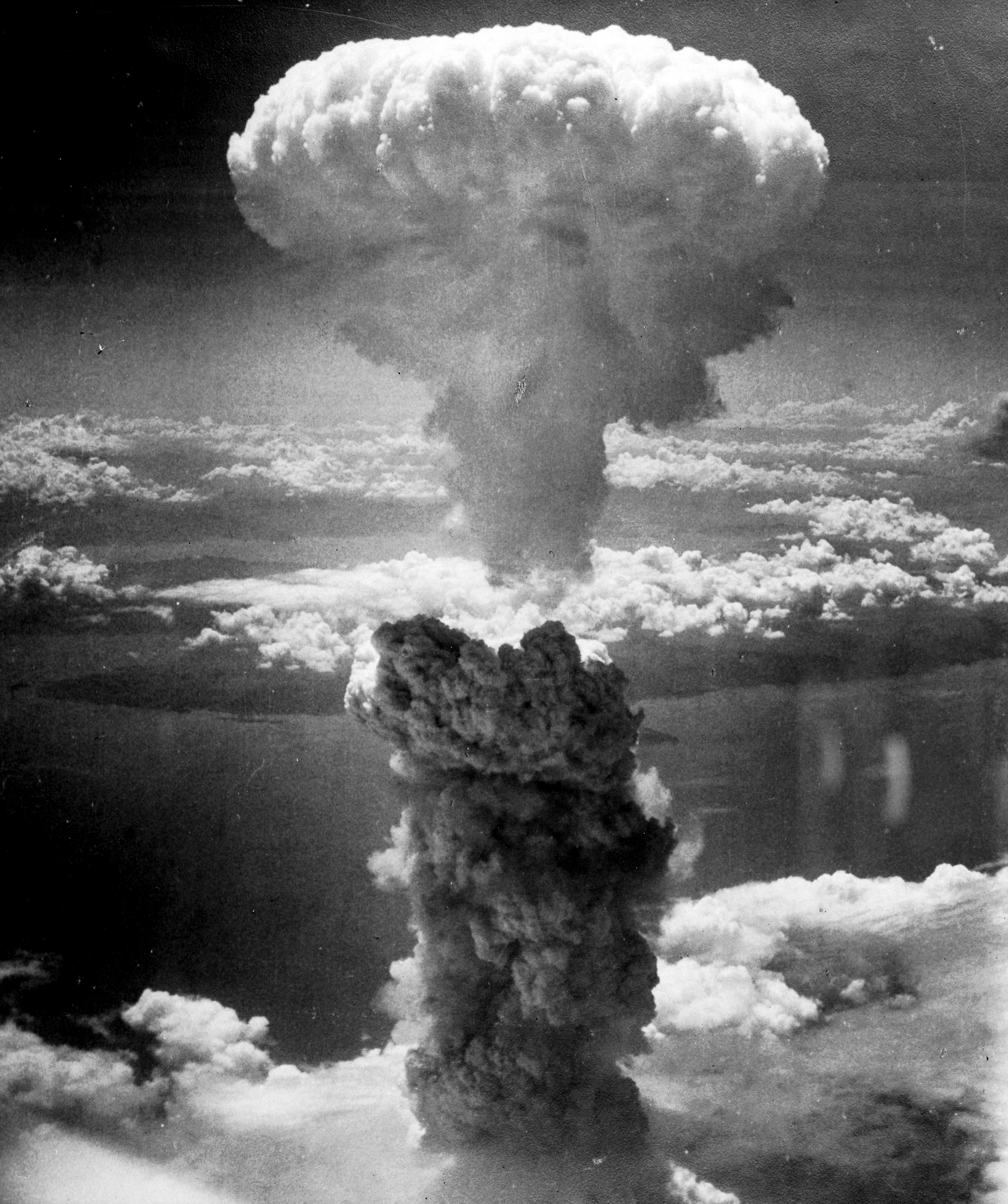
Jaderný výbuch nad Nagasaki

Oběti druhé světové války

Ze všech válek v lidské historii byla druhá světová válka nejvražednější, bylo zabito více než 60 milionů lidí. Trvala šest let, od roku 1939 do roku 1945. Válčícími stranami byly: Osa (nacistické Německo, Itálie a Japonsko) a spojenci.
Adolf Hitler měl plán na vyhlazení Židů, jejich plánované hromadné vyvražďování je nazýváno holokaust. Nacistické Německo se vzdalo 8. května 1945. Válka skončila 15. srpna téhož roku kapitulací Japonska, které k tomu bylo donuceno poté, co na ně Američané svrhli dvě atomové bomby. První se jmenovala chlapeček a byla svržena na Hirošimu, druhá označovaná jako tlouštík dopadla na Nagasaki.

### Studená válka
Po druhé světové válce byla založena Organizace spojených národů s nadějí, že dokáže vyřešit problémy mezi národy mírovou cestou. Do střední a východní Evropy, ale také do severního Vietnamu, Severní Koreje, Číny i dalších zemí se šířil komunismus. Rusko podporovalo i násilné pro-komunistické převraty a Spojené státy se některým snažily zabránit. To vedlo ke studené válce, politicko-ekonomicko-vojenskému zápolení o moc a vliv ve světě mezi komunistickým blokem (reprezentovaném mj. Varšavskou smlouvou) a demokratickým kapitalistickým západním světem.
Ta trvala přibližně od roku 1947 do 1991 a pouze díky strachu ze vzájemně zaručeného zničení jadernými zbraněmi nepřerostla studená válka ve válku otevřenou; na pokraji takovéto jaderné katastrofy se svět ocitl mj. během karibské krize. Oba bloky spolu ovšem vedly zástupné války v Koreji, Vietnamu aj.

### Pád komunismu
Komunismus se stával stále méně populární od chvíle, kdy bylo zřejmé, že se z hospodářského hlediska nemůže rovnat západním zemím. V letech 1988–89 Michail Gorbačov rozhodl, že se východní blok nemusí držet komunismu. Berlínská zeď byla zbořena v roce 1989 a Sovětský svaz se rozpadl v roce 1991.
V roce 1993 vznikla Evropská unie, začala přibírat členské státy, i státy bývalého SSSR. Státy v Asii, Africe a Jižní Americe se ji později snažily napodobit.

### Technologický pokrok
Dvacáté století bylo dobou velkého pokroku z technologického hlediska. Lidé začali déle žít díky lepším zdravotním podmínkám. Vznikala nová odvětví dopravy, která ale zároveň napomáhala vzniku problémů se životním prostředím. Druhá polovina 20. století znamenala vzestup informačního věku a globalizace. Tyto dva procesy naprosto změnily možnosti světového obchodu. Začal být zkoumán vesmír a byla objevena struktura DNA.
Toto období také vyvolalo otázky o možném konci lidstva, neboť se objevily věci a jevy nebezpečné pro celý svět: např. jaderné zbraně nebo skleníkový efekt.

### Válka proti teroru

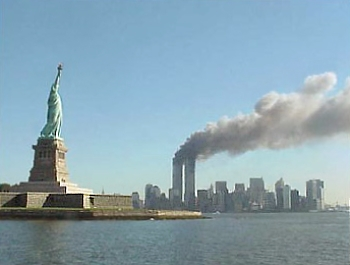
Teroristické útoky 11. září 2001

Radikální islamisté podnikali proti západní civilizaci teroristické útoky; mimořádně úspěšný se jim podařil 11. září 2001 mimo jiné proti budovám Světového obchodního centra v New Yorku, do kterých atentátníci záměrně narazili unesenými dopravními letadly. Spojené státy reagovaly Válkou proti terorismu, v níž zaútočili na území v Afghánistánu  i dalších zemích, kde měli teroristé svoje základny.

### Expanze Číny a Ruska
Čína se díky ekonomickému a vojenskému růstu stala geopolitickým rivalem Spojených států a hrozila vojenským dobytím Tchaj-wanu i sporných tichomořských ostrovů. Rusko se dopustilo agresí vůči územím v Čečensku, v Gruzii a na východě Ukrajiny. V roce 2014 vojensky obsadilo Krym a 24. února 2022 se pokusilo o dobytí celé Ukrajiny, a to i za teroru proti civilistům. Svět solidárně reagoval dodávkami zbraní i humanitární pomoci.